# Brasil nos Jogos Pan-Americanos de 2007
O Brasil recebeu e competiu nos Jogos Pan-Americanos de 2007 no Rio de Janeiro, no Brasil. A delegação brasileira contou com 659 atletas, sendo 373 homens e 286 mulheres, além de 297 oficiais, dos quais 60 integrantes do departamento médico e 15 tratadores de cavalos, totalizando 956 membros, que disputaram 41 esportes.
Esta foi a maior delegação brasileira da história esportiva do Brasil. Anteriormente, o maior número era referente aos Jogos Pan-Americanos de 2003, em Santo Domingo, quando a delegação foi composta por 721 membros, sendo que 479 atletas representaram o país.
O objetivo da delegação brasileira era o segundo lugar no quadro de medalhas, atrás apenas dos Estados Unidos. Porém, apesar do melhor desempenho da história em panamericanos (52 medalhas de ouro, superando as 29 medalhas no Pan de 2003), o Brasil ficou com a terceira posição, atrás dos cubanos, por 7 medalhas de ouro.
Como consequência dos casos de doping oficializados pela Organização Desportiva Pan-Americana (ODEPA) em dezembro de 2007, o Brasil perdeu duas medalhas de ouro, uma de prata e duas de bronze. Rebeca Gusmão, que havia conquistado a primeira medalha de ouro da natação feminina brasileira, perdeu todas as suas medalhas (dois ouros, uma prata e um bronze) após ser detectado o uso de testosterona exógeno (não produzidos pelo corpo). O halterofilista Fabrício Mafra foi pego no anti-doping com a mesma substância, e perdeu a medalha de bronze conquistada na categoria até 105 quilos. A única beneficiada com os casos de doping foi a nadadora Flávia Delaroli, que herdou uma prata e um bronze nas provas ganhas por Rebeca Gusmão.

## Medalhas
| Atleta | Esporte                | Prova                             | Medalha |
| --- | ---------------------- | --------------------------------- | ------- |
| Juliana Gomes | Atletismo              | 1500 m feminino                   | Ouro    |
| Hudson Santos de Souza | Atletismo              | 1500 m masculino                  | Ouro    |
| Sabine Letícia Heitling | Atletismo              | 3000 m com obstáculos feminino    | Ouro    |
| Franck Caldeira | Atletismo              | Maratona masculina                | Ouro    |
| Vicente Lenílson Rafael Ribeiro Basilio Morais Júnior Sandro Viana                                                                                    | Atletismo              | 4x100 m masculino                 | Ouro    |
| Fabiana Murer | Atletismo              | Salto com vara feminino           | Ouro    |
| Fábio Gomes da Silva | Atletismo              | Salto com vara masculino          | Ouro    |
| Maurren Maggi | Atletismo              | Salto em distância feminino       | Ouro    |
| Jadel Gregório | Atletismo              | Salto triplo masculino            | Ouro    |
| Seleção brasileira masculina | Basquetebol            | Masculino                         | Ouro    |
| Pedro Lima | Boxe                   | Até 69 kg                         | Ouro    |
| Roberto Maheler Guto Campos Sebastian Cuattrin Edson da Silva                                                                                         | Canoagem               | K4 1000 m masculino               | Ouro    |
| Lucélia de Carvalho | Caratê                 | Acima de 60 kg feminino           | Ouro    |
| Juarez Santos | Caratê                 | Acima de 80 kg masculino          | Ouro    |
| Marcelo Giardi | Esqui aquático         | Wakeboard masculino               | Ouro    |
| Seleção brasileira | Futebol                | Feminino                          | Ouro    |
| Seleção brasileira | Futsal                 | Masculino                         | Ouro    |
| Mosiah Rodrigues | Ginástica artística    | Barra fixa masculina              | Ouro    |
| Jade Barbosa | Ginástica artística    | Salto feminino                    | Ouro    |
| Diego Hypólito | Ginástica artística    | Salto masculino                   | Ouro    |
| Diego Hypólito | Ginástica artística    | Solo masculino                    | Ouro    |
| Daniela Leite Tayanne Mantovaneli Luisa Matsuo Marcela Menezes Nicole Muller Natalia Peixinho                                                         | Ginástica rítmica      | Equipe - 1º exercício             | Ouro    |
| Daniela Leite Tayanne Mantovaneli Luisa Matsuo Marcela Menezes Nicole Muller Natalia Peixinho                                                         | Ginástica rítmica      | Equipe - 2º exercício             | Ouro    |
| Daniela Leite Tayanne Mantovaneli Luisa Matsuo Marcela Menezes Nicole Muller Natalia Peixinho                                                         | Ginástica rítmica      | Equipe - Geral                    | Ouro    |
| Seleção brasileira | Handebol               | Masculino                         | Ouro    |
| Seleção brasileira | Handebol               | Feminino                          | Ouro    |
| César Almeida Rodrigo Pessoa Pedro Veniss Bernardo Alves                                                                                              | Hipismo                | Saltos por equipe                 | Ouro    |
| João Derly | Judô                   | até 66 kg masculino               | Ouro    |
| Danielle Zangrando | Judô                   | até 57 kg feminino                | Ouro    |
| Edinanci Silva | Judô                   | até 78 kg feminino                | Ouro    |
| Tiago Camilo | Judô                   | até 90 kg masculino               | Ouro    |
| Kaio Márcio de Almeida | Natação                | 100 m borboleta masculino         | Ouro    |
| Kaio Márcio de Almeida | Natação                | 200 m borboleta masculino         | Ouro    |
| César Cielo Filho | Natação                | 100 m livre masculino             | Ouro    |
| César Cielo Filho | Natação                | 50 m livre masculino              | Ouro    |
| Thiago Pereira | Natação                | 200 m costas masculino            | Ouro    |
| Thiago Pereira | Natação                | 200 m medley masculino            | Ouro    |
| Thiago Pereira | Natação                | 200 m peito masculino             | Ouro    |
| Thiago Pereira | Natação                | 400 m medley masculino            | Ouro    |
| Fernando Silva Nicholas Santos Eduardo Deboni César Cielo Thiago Pereira                                                                              | Natação                | 4x100 m livre masculino           | Ouro    |
| Lucas Salatta Nicolas Oliveira Rodrigo Castro Thiago Pereira                                                                                          | Natação                | 4x200 m livre masculino           | Ouro    |
| Marcel Stürmer | Patinação artística    | Livre masculino                   | Ouro    |
| Yane Marques | Pentatlo moderno       | Feminino                          | Ouro    |
| Diogo Silva | Taekwondo              | até 68 kg masculino               | Ouro    |
| Flávio Saretta | Tênis                  | Simples masculino                 | Ouro    |
| Hugo Hoyama Thiago Monteiro Gustavo Tsuboi | Tênis de mesa          | Equipe masculino                  | Ouro    |
| Mauricio Santa Cruz Carlos Jordão Alexandre Silva Daniel Santiago                                                                                     | Vela                   | J24 masculino                     | Ouro    |
| Ricardo Winicki | Vela                   | RS:X masculino                    | Ouro    |
| Alexandre Paradeda Pedro Amaral | Vela                   | Snipe masculino                   | Ouro    |
| Seleção brasileira | Voleibol               | Masculino                         | Ouro    |
| Larissa França Juliana Silva | Voleibol de praia      | Feminino                          | Ouro    |
| Emanuel Rego Ricardo Alex Santos | Voleibol de praia      | Masculino                         | Ouro    |
| Márcia Narloch | Atletismo              | Maratona feminina                 | Prata   |
| Keila Costa | Atletismo              | Salto em distância feminino       | Prata   |
| Keila Costa | Atletismo              | Salto triplo feminino             | Prata   |
| Kleberson Davide | Atletismo              | 800 m masculino                   | Prata   |
| Marilson Gomes dos Santos | Atletismo              | 10000 m masculino                 | Prata   |
| Seleção brasileira | Basquetebol            | Feminino                          | Prata   |
| Fábio Rezende Rodrigo Hermes | Boliche                | Duplas masculinas                 | Prata   |
| Everton Lopes | Boxe                   | Peso leve                         | Prata   |
| Sebastian Cuattrin | Canoagem               | K1 1000 m masculino               | Prata   |
| Wladimir Moreno Vilson Nascimento | Canoagem               | C2 1000 m masculino               | Prata   |
| Carlos Lourenço | Caratê                 | Até 65 kg masculino               | Prata   |
| Valéria Kumizaki | Caratê                 | Até 53 kg feminino                | Prata   |
| Ana Flavia Sgobin | Ciclismo               | BMX feminino                      | Prata   |
| Rubens Donizete | Ciclismo               | Mountain bike masculino           | Prata   |
| Ana Silva Daiane dos Santos Daniele Hypólito Khiuani Dias Lais Souza Jade Barbosa                                                                     | Ginástica artística    | Equipes femininas                 | Prata   |
| Adan Santos Danilo Nogueira Diego Hypólito Luís Anjos Mosiah Rodrigues Victor Rosa                                                                    | Ginástica artística    | Equipes masculinas                | Prata   |
| Rodrigo Pessoa | Hipismo                | Saltos individual                 | Prata   |
| Daniela Polzin | Judô                   | Até 48 kg feminino                | Prata   |
| Érika Miranda | Judô                   | Até 52 kg feminino                | Prata   |
| Leandro Guilheiro | Judô                   | Até 73 kg masculino               | Prata   |
| Danielli Yuri | Judô                   | Até 63 kg feminino                | Prata   |
| Mayra Aguiar | Judô                   | Até 70 kg feminino                | Prata   |
| João Gabriel Schlitter | Judô                   | Acima de 100 kg masculino         | Prata   |
| Luis Fernandes | Lutas                  | Greco-romana até 96 kg            | Prata   |
| Gabriel Mangabeira | Natação                | 100 m borboleta masculino         | Prata   |
| Fabíola Molina | Natação                | 100 m costas feminino             | Prata   |
| Henrique Barbosa | Natação                | 200 m peito masculino             | Prata   |
| Thiago Pereira Henrique Barbosa Kaio Márcio Cesar Cielo                                                                                               | Natação                | 4x100 m livre masculino           | Prata   |
| Nicholas Santos | Natação                | 50 m livre masculino              | Prata   |
| Poliana Okimoto | Natação                | Maratona aquática feminina        | Prata   |
| Flávia Delaroli | Natação                | 100 m livre feminino              | Prata   |
| Seleção brasileira | Pólo aquático          | Masculino                         | Prata   |
| Renan Castro Alexandre Ribas Leandro Tozzo Gibran Cunha José Roberto Nascimento Júnior Marcelus Silva Anderson Nocetti Allan Bitencourt Nilton Alonço | Remo                   | Oito com masculino                | Prata   |
| César Castro | Saltos ornamentais     | Trampolim ind. 3m masculino       | Prata   |
| Natália Falavigna | Taekwondo              | Acima de 67 kg feminino           | Prata   |
| Márcio Wenceslau | Taekwondo              | Até 58 kg masculino               | Prata   |
| Júlio Almeida | Tiro                   | Pistola de ar 10 m masculino      | Prata   |
| Robert Scheidt | Vela                   | Laser                             | Prata   |
| Patrícia Castro | Vela                   | RS:X feminino                     | Prata   |
| Seleção brasileira | Voleibol               | Feminino                          | Prata   |
| Lucélia Peres | Atletismo              | 10000 m feminino                  | Bronze  |
| Zenaide Vieira | Atletismo              | 3000 m com obstáculos feminino    | Bronze  |
| Marilson Gomes dos Santos | Atletismo              | 5000 m masculino                  | Bronze  |
| Fabiano Peçanha | Atletismo              | 800 m masculino                   | Bronze  |
| Carlos Chinin | Atletismo              | Decatlo                           | Bronze  |
| Lucimara Silva | Atletismo              | Heptatlo                          | Bronze  |
| Alexon Maximiano | Atletismo              | Lançamento de dardo masculino     | Bronze  |
| Elisângela Adriano | Atletismo              | Lançamento de disco feminino      | Bronze  |
| Sirlene de Souza Pinho | Atletismo              | Maratona feminina                 | Bronze  |
| Guilherme Pardo Guilherme Kumasaka | Badminton              | Duplas masculinas                 | Bronze  |
| James Dean Pereira | Boxe                   | Galo (até 54 kg)                  | Bronze  |
| Myke Carvalho | Boxe                   | Meio-médio ligeiro (até 64 kg)    | Bronze  |
| Glaucélio Abreu | Boxe                   | Médio (até 75 kg)                 | Bronze  |
| Davi Souza | Boxe                   | Pena (até 57 kg)                  | Bronze  |
| Rafael Lima | Boxe                   | Pesado (até 91 kg)                | Bronze  |
| Rogério Nogueira | Boxe                   | Superpesado (acima de 91 kg)      | Bronze  |
| Nivalter Santos de Jesus | Canoagem               | C1 500 m masculino                | Bronze  |
| Vilson Nascimento Vladimir Moreno | Canoagem               | C2 500 m masculino                | Bronze  |
| Edson Isaias Freitas da Silva | Canoagem               | K1 500 m masculino                | Bronze  |
| Douglas Brose | Caratê                 | Até 60 kg masculino               | Bronze  |
| Nelson Sardemberg | Caratê                 | Até 80 kg masculino               | Bronze  |
| Vinícius Souza | Caratê                 | Até 70 kg masculino               | Bronze  |
| Clemilda Fernandes | Ciclismo               | Estrada contra o relógio feminino | Bronze  |
| Luciano Pagliarini | Ciclismo               | Estrada masculino                 | Bronze  |
| Clarisse Menezes | Esgrima                | Espada individual feminino        | Bronze  |
| João Souza | Esgrima                | Florete masculino                 | Bronze  |
| Renzo Agresta | Esgrima                | Sabre individual                  | Bronze  |
| Danilo Nogueira | Ginástica artística    | Barra fixa masculina              | Bronze  |
| Lais Souza | Ginástica artística    | Barras assimétricas feminina      | Bronze  |
| Lais Souza | Ginástica artística    | Salto feminino                    | Bronze  |
| Jade Barbosa | Ginástica artística    | Solo feminino                     | Bronze  |
| Daniele Hypólito | Ginástica artística    | Trave feminino                    | Bronze  |
| Giovanna Matheus | Ginástica de trampolim | Feminino                          | Bronze  |
| Ana Paula Scheffer | Ginástica rítmica      | Arco                              | Bronze  |
| Jorge Rocha Luíza Almeida Renata Costa Rogério Clementino                                                                                             | Hipismo                | Adestramento                      | Bronze  |
| André Paro Renan Guerreiro Fabrício Salgado Carlos Paro                                                                                               | Hipismo                | CCE por equipes                   | Bronze  |
| Alexandre Lee | Judô                   | Até 60 kg masculino               | Bronze  |
| Luciano Corrêa | Judô                   | Até 100 kg maculino               | Bronze  |
| Priscila Marques | Judô                   | Acima de 78 kg feminino           | Bronze  |
| Felipe Macedo | Lutas                  | Greco-romana até 74 kg            | Bronze  |
| Rosângela Conceição | Lutas                  | Livre até 72 kg feminino          | Bronze  |
| Nayara Figueira Michelle Frota Caroline Hildebrandt Glaucia Souza Giovana Stephan Lara Teixeira Pamela Nogueira Beatriz Feres Branca Feres            | Nado sincronizado      | Equipe                            | Bronze  |
| Caroline Hildebrant Lara Teixeira | Nado sincronizado      | Dueto                             | Bronze  |
| Gabriella Silva | Natação                | 100 m borboleta feminino          | Bronze  |
| Thiago Pereira | Natação                | 100 m costas masculino            | Bronze  |
| Daiene Dias | Natação                | 200 m borboleta feminino          | Bronze  |
| Lucas Salatta | Natação                | 200 m costas masculino            | Bronze  |
| Monique Ferreira | Natação                | 200 m livre feminino              | Bronze  |
| Tatiana Barbosa Manuella Lyrio Monique Ferreira Paula Baracho                                                                                         | Natação                | 4x200 m livre feminino            | Bronze  |
| Armando Negreiros | Natação                | 400 m livre masculino             | Bronze  |
| Allan do Carmo | Natação                | Maratona aquática masculina       | Bronze  |
| Flávia Delaroli | Natação                | 50 m livre feminino               | Bronze  |
| Juliana Almeida | Patinação artística    | Livre feminino                    | Bronze  |
| Anderson Nocetti Allan Bittencourt | Remo                   | Dois sem                          | Bronze  |
| Marcelus Marcili | Remo                   | Skiff simples                     | Bronze  |
| Juliana Veloso | Saltos ornamentais     | Plataforma ind. 10 m feminino     | Bronze  |
| Equipe | Squash                 | Masculino                         | Bronze  |
| Leonardo Santos | Taekwondo              | Acima de 80 kg masculino          | Bronze  |
| Fernando Júnior | Tiro esportivo         | Pistola tiro rápido 25 m          | Bronze  |
| Juraci Moreira | Triatlo                | Masculino                         | Bronze  |
| Joana Cortez Teliana Pereira | Tênis                  | Duplas femininas                  | Bronze  |
| Hugo Hoyama | Tênis de mesa          | Individual masculino              | Bronze  |
| Thiago Monteiro | Tênis de mesa          | Individual masculino              | Bronze  |
| Adriana Kostiw | Vela                   | Laser radial                      | Bronze  |
| Marcelo Silva Gunnar Ficker Cláudio Biekarck | Vela                   | Lightning                         | Bronze  |

| Medalhas por dia                        | Medalhas por dia | Medalhas por dia | Medalhas por dia | Medalhas por dia | Medalhas por dia |
| --------------------------------------- | ---------------- | ---------------- | ---------------- | ---------------- | ---------------- |
| Dia                                     |                  |                  |                  | T                | P                |
| 14 de julho                             | 0                | 5                | 2                | 7                | 6°               |
| 15 de julho                             | 1                | 1                | 3                | 5                | 5°               |
| 16 de julho                             | 0                | 0                | 0                | 0                | 7°               |
| 17 de julho                             | 6                | 2                | 10               | 18               | 4°               |
| 18 de julho                             | 3                | 1                | 6                | 10               | 3°               |
| 19 de julho                             | 1                | 5                | 3                | 9                | 4°               |
| 20 de julho                             | 4                | 1                | 2                | 7                | 3º               |
| 21 de julho                             | 5                | 3                | 2                | 10               | 3º               |
| 22 de julho                             | 6                | 5                | 8                | 19               | 3°               |
| 23 de julho                             | 3                | 0                | 3                | 6                | 3°               |
| 24 de julho                             | 1                | 2                | 2                | 5                | 3°               |
| 25 de julho                             | 4                | 3                | 8                | 15               | 3°               |
| 26 de julho                             | 1                | 3                | 2                | 6                | 2°               |
| 27 de julho                             | 5                | 5                | 3                | 13               | 3º               |
| 28 de julho                             | 11               | 3                | 13               | 27               | 3º               |
| 29 de julho                             | 3                | 1                | -                | 4                | 3º               |
| Total                                   | 54               | 40               | 67               | 161              | 3°               |
| Inclui as medalhas cassadas por doping. |                  |                  |                  |                  |                  |

| Medalhas por esporte                    | Medalhas por esporte | Medalhas por esporte | Medalhas por esporte | Medalhas por esporte |
| --------------------------------------- | -------------------- | -------------------- | -------------------- | -------------------- |
| Esporte                                 |                      |                      |                      | T                    |
| Natação                                 | 12                   | 7                    | 10                   | 29                   |
| Atletismo                               | 9                    | 5                    | 9                    | 23                   |
| Judô                                    | 4                    | 6                    | 3                    | 13                   |
| Ginástica artística                     | 4                    | 2                    | 5                    | 11                   |
| Vela                                    | 3                    | 2                    | 2                    | 7                    |
| Ginástica rítmica                       | 3                    | 0                    | 1                    | 4                    |
| Caratê                                  | 2                    | 2                    | 3                    | 7                    |
| Handebol                                | 2                    | 0                    | 0                    | 2                    |
| Voleibol de praia                       | 2                    | 0                    | 0                    | 2                    |
| Canoagem                                | 1                    | 2                    | 3                    | 6                    |
| Taekwondo                               | 1                    | 2                    | 1                    | 4                    |
| Boxe                                    | 1                    | 1                    | 6                    | 8                    |
| Hipismo                                 | 1                    | 1                    | 2                    | 4                    |
| Basquetebol                             | 1                    | 1                    | 0                    | 2                    |
| Voleibol                                | 1                    | 1                    | 0                    | 2                    |
| Tênis de mesa                           | 1                    | 0                    | 2                    | 3                    |
| Patinação                               | 1                    | 0                    | 1                    | 2                    |
| Pentatlo moderno                        | 1                    | 0                    | 1                    | 2                    |
| Tênis                                   | 1                    | 0                    | 1                    | 2                    |
| Esqui aquático                          | 1                    | 0                    | 0                    | 1                    |
| Futebol                                 | 1                    | 0                    | 0                    | 1                    |
| Futsal                                  | 1                    | 0                    | 0                    | 1                    |
| Ciclismo                                | 0                    | 2                    | 2                    | 4                    |
| Lutas                                   | 0                    | 1                    | 2                    | 3                    |
| Remo                                    | 0                    | 1                    | 2                    | 3                    |
| Tiro                                    | 0                    | 1                    | 1                    | 2                    |
| Pólo aquático                           | 0                    | 1                    | 1                    | 2                    |
| Saltos ornamentais                      | 0                    | 1                    | 1                    | 2                    |
| Boliche                                 | 0                    | 1                    | 0                    | 1                    |
| Esgrima                                 | 0                    | 0                    | 3                    | 3                    |
| Nado sincronizado                       | 0                    | 0                    | 2                    | 2                    |
| Badminton                               | 0                    | 0                    | 1                    | 1                    |
| Levantamento de peso                    | 0                    | 0                    | 1                    | 1                    |
| Squash                                  | 0                    | 0                    | 1                    | 1                    |
| Triatlo                                 | 0                    | 0                    | 1                    | 1                    |
| Total                                   | 54                   | 40                   | 67                   | 161                  |
| Inclui as medalhas cassadas por doping. |                      |                      |                      |                      |

| Atleta | Esporte                | Prova                             | Medalha |
| --- | ---------------------- | --------------------------------- | ------- |
| Juliana Gomes | Atletismo              | 1500 m feminino                   | Ouro    |
| Hudson Santos de Souza | Atletismo              | 1500 m masculino                  | Ouro    |
| Sabine Letícia Heitling | Atletismo              | 3000 m com obstáculos feminino    | Ouro    |
| Franck Caldeira | Atletismo              | Maratona masculina                | Ouro    |
| Vicente Lenílson Rafael Ribeiro Basilio Morais Júnior Sandro Viana                                                                                    | Atletismo              | 4x100 m masculino                 | Ouro    |
| Fabiana Murer | Atletismo              | Salto com vara feminino           | Ouro    |
| Fábio Gomes da Silva | Atletismo              | Salto com vara masculino          | Ouro    |
| Maurren Maggi | Atletismo              | Salto em distância feminino       | Ouro    |
| Jadel Gregório | Atletismo              | Salto triplo masculino            | Ouro    |
| Seleção brasileira masculina | Basquetebol            | Masculino                         | Ouro    |
| Pedro Lima | Boxe                   | Até 69 kg                         | Ouro    |
| Roberto Maheler Guto Campos Sebastian Cuattrin Edson da Silva                                                                                         | Canoagem               | K4 1000 m masculino               | Ouro    |
| Lucélia de Carvalho | Caratê                 | Acima de 60 kg feminino           | Ouro    |
| Juarez Santos | Caratê                 | Acima de 80 kg masculino          | Ouro    |
| Marcelo Giardi | Esqui aquático         | Wakeboard masculino               | Ouro    |
| Seleção brasileira | Futebol                | Feminino                          | Ouro    |
| Seleção brasileira | Futsal                 | Masculino                         | Ouro    |
| Mosiah Rodrigues | Ginástica artística    | Barra fixa masculina              | Ouro    |
| Jade Barbosa | Ginástica artística    | Salto feminino                    | Ouro    |
| Diego Hypólito | Ginástica artística    | Salto masculino                   | Ouro    |
| Diego Hypólito | Ginástica artística    | Solo masculino                    | Ouro    |
| Daniela Leite Tayanne Mantovaneli Luisa Matsuo Marcela Menezes Nicole Muller Natalia Peixinho                                                         | Ginástica rítmica      | Equipe - 1º exercício             | Ouro    |
| Daniela Leite Tayanne Mantovaneli Luisa Matsuo Marcela Menezes Nicole Muller Natalia Peixinho                                                         | Ginástica rítmica      | Equipe - 2º exercício             | Ouro    |
| Daniela Leite Tayanne Mantovaneli Luisa Matsuo Marcela Menezes Nicole Muller Natalia Peixinho                                                         | Ginástica rítmica      | Equipe - Geral                    | Ouro    |
| Seleção brasileira | Handebol               | Masculino                         | Ouro    |
| Seleção brasileira | Handebol               | Feminino                          | Ouro    |
| César Almeida Rodrigo Pessoa Pedro Veniss Bernardo Alves                                                                                              | Hipismo                | Saltos por equipe                 | Ouro    |
| João Derly | Judô                   | até 66 kg masculino               | Ouro    |
| Danielle Zangrando | Judô                   | até 57 kg feminino                | Ouro    |
| Edinanci Silva | Judô                   | até 78 kg feminino                | Ouro    |
| Tiago Camilo | Judô                   | até 90 kg masculino               | Ouro    |
| Kaio Márcio de Almeida | Natação                | 100 m borboleta masculino         | Ouro    |
| Kaio Márcio de Almeida | Natação                | 200 m borboleta masculino         | Ouro    |
| César Cielo Filho | Natação                | 100 m livre masculino             | Ouro    |
| César Cielo Filho | Natação                | 50 m livre masculino              | Ouro    |
| Thiago Pereira | Natação                | 200 m costas masculino            | Ouro    |
| Thiago Pereira | Natação                | 200 m medley masculino            | Ouro    |
| Thiago Pereira | Natação                | 200 m peito masculino             | Ouro    |
| Thiago Pereira | Natação                | 400 m medley masculino            | Ouro    |
| Fernando Silva Nicholas Santos Eduardo Deboni César Cielo Thiago Pereira                                                                              | Natação                | 4x100 m livre masculino           | Ouro    |
| Lucas Salatta Nicolas Oliveira Rodrigo Castro Thiago Pereira                                                                                          | Natação                | 4x200 m livre masculino           | Ouro    |
| Marcel Stürmer | Patinação artística    | Livre masculino                   | Ouro    |
| Yane Marques | Pentatlo moderno       | Feminino                          | Ouro    |
| Diogo Silva | Taekwondo              | até 68 kg masculino               | Ouro    |
| Flávio Saretta | Tênis                  | Simples masculino                 | Ouro    |
| Hugo Hoyama Thiago Monteiro Gustavo Tsuboi | Tênis de mesa          | Equipe masculino                  | Ouro    |
| Mauricio Santa Cruz Carlos Jordão Alexandre Silva Daniel Santiago                                                                                     | Vela                   | J24 masculino                     | Ouro    |
| Ricardo Winicki | Vela                   | RS:X masculino                    | Ouro    |
| Alexandre Paradeda Pedro Amaral | Vela                   | Snipe masculino                   | Ouro    |
| Seleção brasileira | Voleibol               | Masculino                         | Ouro    |
| Larissa França Juliana Silva | Voleibol de praia      | Feminino                          | Ouro    |
| Emanuel Rego Ricardo Alex Santos | Voleibol de praia      | Masculino                         | Ouro    |
| Márcia Narloch | Atletismo              | Maratona feminina                 | Prata   |
| Keila Costa | Atletismo              | Salto em distância feminino       | Prata   |
| Keila Costa | Atletismo              | Salto triplo feminino             | Prata   |
| Kleberson Davide | Atletismo              | 800 m masculino                   | Prata   |
| Marilson Gomes dos Santos | Atletismo              | 10000 m masculino                 | Prata   |
| Seleção brasileira | Basquetebol            | Feminino                          | Prata   |
| Fábio Rezende Rodrigo Hermes | Boliche                | Duplas masculinas                 | Prata   |
| Everton Lopes | Boxe                   | Peso leve                         | Prata   |
| Sebastian Cuattrin | Canoagem               | K1 1000 m masculino               | Prata   |
| Wladimir Moreno Vilson Nascimento | Canoagem               | C2 1000 m masculino               | Prata   |
| Carlos Lourenço | Caratê                 | Até 65 kg masculino               | Prata   |
| Valéria Kumizaki | Caratê                 | Até 53 kg feminino                | Prata   |
| Ana Flavia Sgobin | Ciclismo               | BMX feminino                      | Prata   |
| Rubens Donizete | Ciclismo               | Mountain bike masculino           | Prata   |
| Ana Silva Daiane dos Santos Daniele Hypólito Khiuani Dias Lais Souza Jade Barbosa                                                                     | Ginástica artística    | Equipes femininas                 | Prata   |
| Adan Santos Danilo Nogueira Diego Hypólito Luís Anjos Mosiah Rodrigues Victor Rosa                                                                    | Ginástica artística    | Equipes masculinas                | Prata   |
| Rodrigo Pessoa | Hipismo                | Saltos individual                 | Prata   |
| Daniela Polzin | Judô                   | Até 48 kg feminino                | Prata   |
| Érika Miranda | Judô                   | Até 52 kg feminino                | Prata   |
| Leandro Guilheiro | Judô                   | Até 73 kg masculino               | Prata   |
| Danielli Yuri | Judô                   | Até 63 kg feminino                | Prata   |
| Mayra Aguiar | Judô                   | Até 70 kg feminino                | Prata   |
| João Gabriel Schlitter | Judô                   | Acima de 100 kg masculino         | Prata   |
| Luis Fernandes | Lutas                  | Greco-romana até 96 kg            | Prata   |
| Gabriel Mangabeira | Natação                | 100 m borboleta masculino         | Prata   |
| Fabíola Molina | Natação                | 100 m costas feminino             | Prata   |
| Henrique Barbosa | Natação                | 200 m peito masculino             | Prata   |
| Thiago Pereira Henrique Barbosa Kaio Márcio Cesar Cielo                                                                                               | Natação                | 4x100 m livre masculino           | Prata   |
| Nicholas Santos | Natação                | 50 m livre masculino              | Prata   |
| Poliana Okimoto | Natação                | Maratona aquática feminina        | Prata   |
| Flávia Delaroli | Natação                | 100 m livre feminino              | Prata   |
| Seleção brasileira | Pólo aquático          | Masculino                         | Prata   |
| Renan Castro Alexandre Ribas Leandro Tozzo Gibran Cunha José Roberto Nascimento Júnior Marcelus Silva Anderson Nocetti Allan Bitencourt Nilton Alonço | Remo                   | Oito com masculino                | Prata   |
| César Castro | Saltos ornamentais     | Trampolim ind. 3m masculino       | Prata   |
| Natália Falavigna | Taekwondo              | Acima de 67 kg feminino           | Prata   |
| Márcio Wenceslau | Taekwondo              | Até 58 kg masculino               | Prata   |
| Júlio Almeida | Tiro                   | Pistola de ar 10 m masculino      | Prata   |
| Robert Scheidt | Vela                   | Laser                             | Prata   |
| Patrícia Castro | Vela                   | RS:X feminino                     | Prata   |
| Seleção brasileira | Voleibol               | Feminino                          | Prata   |
| Lucélia Peres | Atletismo              | 10000 m feminino                  | Bronze  |
| Zenaide Vieira | Atletismo              | 3000 m com obstáculos feminino    | Bronze  |
| Marilson Gomes dos Santos | Atletismo              | 5000 m masculino                  | Bronze  |
| Fabiano Peçanha | Atletismo              | 800 m masculino                   | Bronze  |
| Carlos Chinin | Atletismo              | Decatlo                           | Bronze  |
| Lucimara Silva | Atletismo              | Heptatlo                          | Bronze  |
| Alexon Maximiano | Atletismo              | Lançamento de dardo masculino     | Bronze  |
| Elisângela Adriano | Atletismo              | Lançamento de disco feminino      | Bronze  |
| Sirlene de Souza Pinho | Atletismo              | Maratona feminina                 | Bronze  |
| Guilherme Pardo Guilherme Kumasaka | Badminton              | Duplas masculinas                 | Bronze  |
| James Dean Pereira | Boxe                   | Galo (até 54 kg)                  | Bronze  |
| Myke Carvalho | Boxe                   | Meio-médio ligeiro (até 64 kg)    | Bronze  |
| Glaucélio Abreu | Boxe                   | Médio (até 75 kg)                 | Bronze  |
| Davi Souza | Boxe                   | Pena (até 57 kg)                  | Bronze  |
| Rafael Lima | Boxe                   | Pesado (até 91 kg)                | Bronze  |
| Rogério Nogueira | Boxe                   | Superpesado (acima de 91 kg)      | Bronze  |
| Nivalter Santos de Jesus | Canoagem               | C1 500 m masculino                | Bronze  |
| Vilson Nascimento Vladimir Moreno | Canoagem               | C2 500 m masculino                | Bronze  |
| Edson Isaias Freitas da Silva | Canoagem               | K1 500 m masculino                | Bronze  |
| Douglas Brose | Caratê                 | Até 60 kg masculino               | Bronze  |
| Nelson Sardemberg | Caratê                 | Até 80 kg masculino               | Bronze  |
| Vinícius Souza | Caratê                 | Até 70 kg masculino               | Bronze  |
| Clemilda Fernandes | Ciclismo               | Estrada contra o relógio feminino | Bronze  |
| Luciano Pagliarini | Ciclismo               | Estrada masculino                 | Bronze  |
| Clarisse Menezes | Esgrima                | Espada individual feminino        | Bronze  |
| João Souza | Esgrima                | Florete masculino                 | Bronze  |
| Renzo Agresta | Esgrima                | Sabre individual                  | Bronze  |
| Danilo Nogueira | Ginástica artística    | Barra fixa masculina              | Bronze  |
| Lais Souza | Ginástica artística    | Barras assimétricas feminina      | Bronze  |
| Lais Souza | Ginástica artística    | Salto feminino                    | Bronze  |
| Jade Barbosa | Ginástica artística    | Solo feminino                     | Bronze  |
| Daniele Hypólito | Ginástica artística    | Trave feminino                    | Bronze  |
| Giovanna Matheus | Ginástica de trampolim | Feminino                          | Bronze  |
| Ana Paula Scheffer | Ginástica rítmica      | Arco                              | Bronze  |
| Jorge Rocha Luíza Almeida Renata Costa Rogério Clementino                                                                                             | Hipismo                | Adestramento                      | Bronze  |
| André Paro Renan Guerreiro Fabrício Salgado Carlos Paro                                                                                               | Hipismo                | CCE por equipes                   | Bronze  |
| Alexandre Lee | Judô                   | Até 60 kg masculino               | Bronze  |
| Luciano Corrêa | Judô                   | Até 100 kg maculino               | Bronze  |
| Priscila Marques | Judô                   | Acima de 78 kg feminino           | Bronze  |
| Felipe Macedo | Lutas                  | Greco-romana até 74 kg            | Bronze  |
| Rosângela Conceição | Lutas                  | Livre até 72 kg feminino          | Bronze  |
| Nayara Figueira Michelle Frota Caroline Hildebrandt Glaucia Souza Giovana Stephan Lara Teixeira Pamela Nogueira Beatriz Feres Branca Feres            | Nado sincronizado      | Equipe                            | Bronze  |
| Caroline Hildebrant Lara Teixeira | Nado sincronizado      | Dueto                             | Bronze  |
| Gabriella Silva | Natação                | 100 m borboleta feminino          | Bronze  |
| Thiago Pereira | Natação                | 100 m costas masculino            | Bronze  |
| Daiene Dias | Natação                | 200 m borboleta feminino          | Bronze  |
| Lucas Salatta | Natação                | 200 m costas masculino            | Bronze  |
| Monique Ferreira | Natação                | 200 m livre feminino              | Bronze  |
| Tatiana Barbosa Manuella Lyrio Monique Ferreira Paula Baracho                                                                                         | Natação                | 4x200 m livre feminino            | Bronze  |
| Armando Negreiros | Natação                | 400 m livre masculino             | Bronze  |
| Allan do Carmo | Natação                | Maratona aquática masculina       | Bronze  |
| Flávia Delaroli | Natação                | 50 m livre feminino               | Bronze  |
| Juliana Almeida | Patinação artística    | Livre feminino                    | Bronze  |
| Anderson Nocetti Allan Bittencourt | Remo                   | Dois sem                          | Bronze  |
| Marcelus Marcili | Remo                   | Skiff simples                     | Bronze  |
| Juliana Veloso | Saltos ornamentais     | Plataforma ind. 10 m feminino     | Bronze  |
| Equipe | Squash                 | Masculino                         | Bronze  |
| Leonardo Santos | Taekwondo              | Acima de 80 kg masculino          | Bronze  |
| Fernando Júnior | Tiro esportivo         | Pistola tiro rápido 25 m          | Bronze  |
| Juraci Moreira | Triatlo                | Masculino                         | Bronze  |
| Joana Cortez Teliana Pereira | Tênis                  | Duplas femininas                  | Bronze  |
| Hugo Hoyama | Tênis de mesa          | Individual masculino              | Bronze  |
| Thiago Monteiro | Tênis de mesa          | Individual masculino              | Bronze  |
| Adriana Kostiw | Vela                   | Laser radial                      | Bronze  |
| Marcelo Silva Gunnar Ficker Cláudio Biekarck | Vela                   | Lightning                         | Bronze  |

| Medalhas por dia                        | Medalhas por dia | Medalhas por dia | Medalhas por dia | Medalhas por dia | Medalhas por dia |
| --------------------------------------- | ---------------- | ---------------- | ---------------- | ---------------- | ---------------- |
| Dia                                     |                  |                  |                  | T                | P                |
| 14 de julho                             | 0                | 5                | 2                | 7                | 6°               |
| 15 de julho                             | 1                | 1                | 3                | 5                | 5°               |
| 16 de julho                             | 0                | 0                | 0                | 0                | 7°               |
| 17 de julho                             | 6                | 2                | 10               | 18               | 4°               |
| 18 de julho                             | 3                | 1                | 6                | 10               | 3°               |
| 19 de julho                             | 1                | 5                | 3                | 9                | 4°               |
| 20 de julho                             | 4                | 1                | 2                | 7                | 3º               |
| 21 de julho                             | 5                | 3                | 2                | 10               | 3º               |
| 22 de julho                             | 6                | 5                | 8                | 19               | 3°               |
| 23 de julho                             | 3                | 0                | 3                | 6                | 3°               |
| 24 de julho                             | 1                | 2                | 2                | 5                | 3°               |
| 25 de julho                             | 4                | 3                | 8                | 15               | 3°               |
| 26 de julho                             | 1                | 3                | 2                | 6                | 2°               |
| 27 de julho                             | 5                | 5                | 3                | 13               | 3º               |
| 28 de julho                             | 11               | 3                | 13               | 27               | 3º               |
| 29 de julho                             | 3                | 1                | -                | 4                | 3º               |
| Total                                   | 54               | 40               | 67               | 161              | 3°               |
| Inclui as medalhas cassadas por doping. |                  |                  |                  |                  |                  |

| Medalhas por esporte                    | Medalhas por esporte | Medalhas por esporte | Medalhas por esporte | Medalhas por esporte |
| --------------------------------------- | -------------------- | -------------------- | -------------------- | -------------------- |
| Esporte                                 |                      |                      |                      | T                    |
| Natação                                 | 12                   | 7                    | 10                   | 29                   |
| Atletismo                               | 9                    | 5                    | 9                    | 23                   |
| Judô                                    | 4                    | 6                    | 3                    | 13                   |
| Ginástica artística                     | 4                    | 2                    | 5                    | 11                   |
| Vela                                    | 3                    | 2                    | 2                    | 7                    |
| Ginástica rítmica                       | 3                    | 0                    | 1                    | 4                    |
| Caratê                                  | 2                    | 2                    | 3                    | 7                    |
| Handebol                                | 2                    | 0                    | 0                    | 2                    |
| Voleibol de praia                       | 2                    | 0                    | 0                    | 2                    |
| Canoagem                                | 1                    | 2                    | 3                    | 6                    |
| Taekwondo                               | 1                    | 2                    | 1                    | 4                    |
| Boxe                                    | 1                    | 1                    | 6                    | 8                    |
| Hipismo                                 | 1                    | 1                    | 2                    | 4                    |
| Basquetebol                             | 1                    | 1                    | 0                    | 2                    |
| Voleibol                                | 1                    | 1                    | 0                    | 2                    |
| Tênis de mesa                           | 1                    | 0                    | 2                    | 3                    |
| Patinação                               | 1                    | 0                    | 1                    | 2                    |
| Pentatlo moderno                        | 1                    | 0                    | 1                    | 2                    |
| Tênis                                   | 1                    | 0                    | 1                    | 2                    |
| Esqui aquático                          | 1                    | 0                    | 0                    | 1                    |
| Futebol                                 | 1                    | 0                    | 0                    | 1                    |
| Futsal                                  | 1                    | 0                    | 0                    | 1                    |
| Ciclismo                                | 0                    | 2                    | 2                    | 4                    |
| Lutas                                   | 0                    | 1                    | 2                    | 3                    |
| Remo                                    | 0                    | 1                    | 2                    | 3                    |
| Tiro                                    | 0                    | 1                    | 1                    | 2                    |
| Pólo aquático                           | 0                    | 1                    | 1                    | 2                    |
| Saltos ornamentais                      | 0                    | 1                    | 1                    | 2                    |
| Boliche                                 | 0                    | 1                    | 0                    | 1                    |
| Esgrima                                 | 0                    | 0                    | 3                    | 3                    |
| Nado sincronizado                       | 0                    | 0                    | 2                    | 2                    |
| Badminton                               | 0                    | 0                    | 1                    | 1                    |
| Levantamento de peso                    | 0                    | 0                    | 1                    | 1                    |
| Squash                                  | 0                    | 0                    | 1                    | 1                    |
| Triatlo                                 | 0                    | 0                    | 1                    | 1                    |
| Total                                   | 54                   | 40                   | 67                   | 161                  |
| Inclui as medalhas cassadas por doping. |                      |                      |                      |                      |

## Luto no Pan
Devido ao acidente do voo 3054 da TAM, o Comitê Executivo da Odepa e o CO-Rio (comitê organizador dos Jogos) declararam luto oficial de três dias, sendo que todas as competições que tiveram a participação de atletas brasileiros respeitaram um minuto de silêncio antes de cada primeira prova do dia em todas as modalidades em sinal de luto. Todos os atletas da delegação brasileira participaram das competições com uma fita preta, sendo que alguns com ela no ombro e outros na camisa em sinal de solidariedade às famílias das vítimas do acidente. Na cerimônia de encerramento, bombeiros hastearam a bandeira brasileira em homenagem ao Corpo de Bombeiros de São Paulo e às vítimas da tragédia.

## Desempenho

### Atletismo

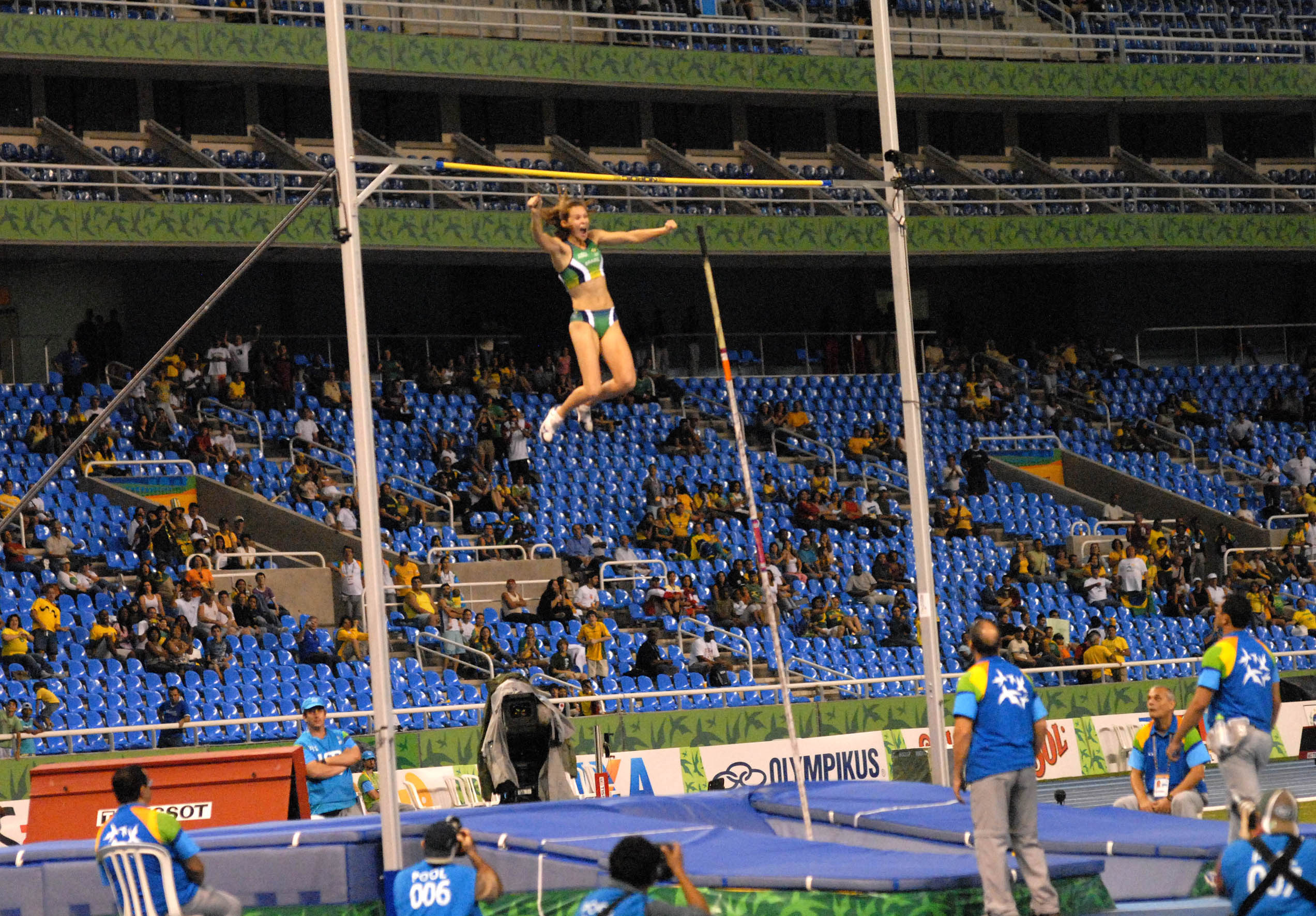
Fabiana Murer, ainda na descida do salto, comemora o ouro no Salto com vara.

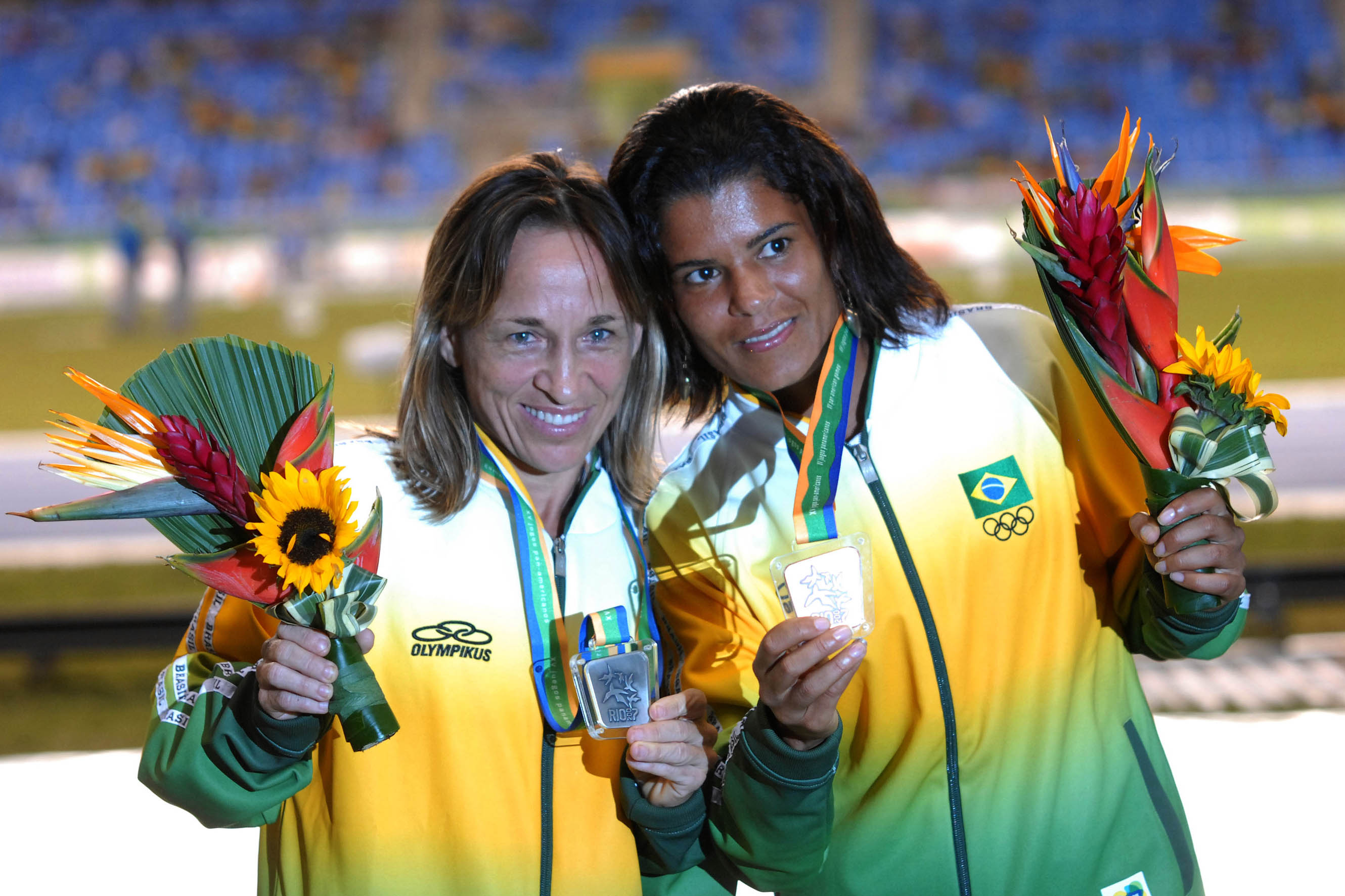
Márcia Narloch e Sirlene de Souza Pinho, medalhas de prata e bronze na maratona feminina.

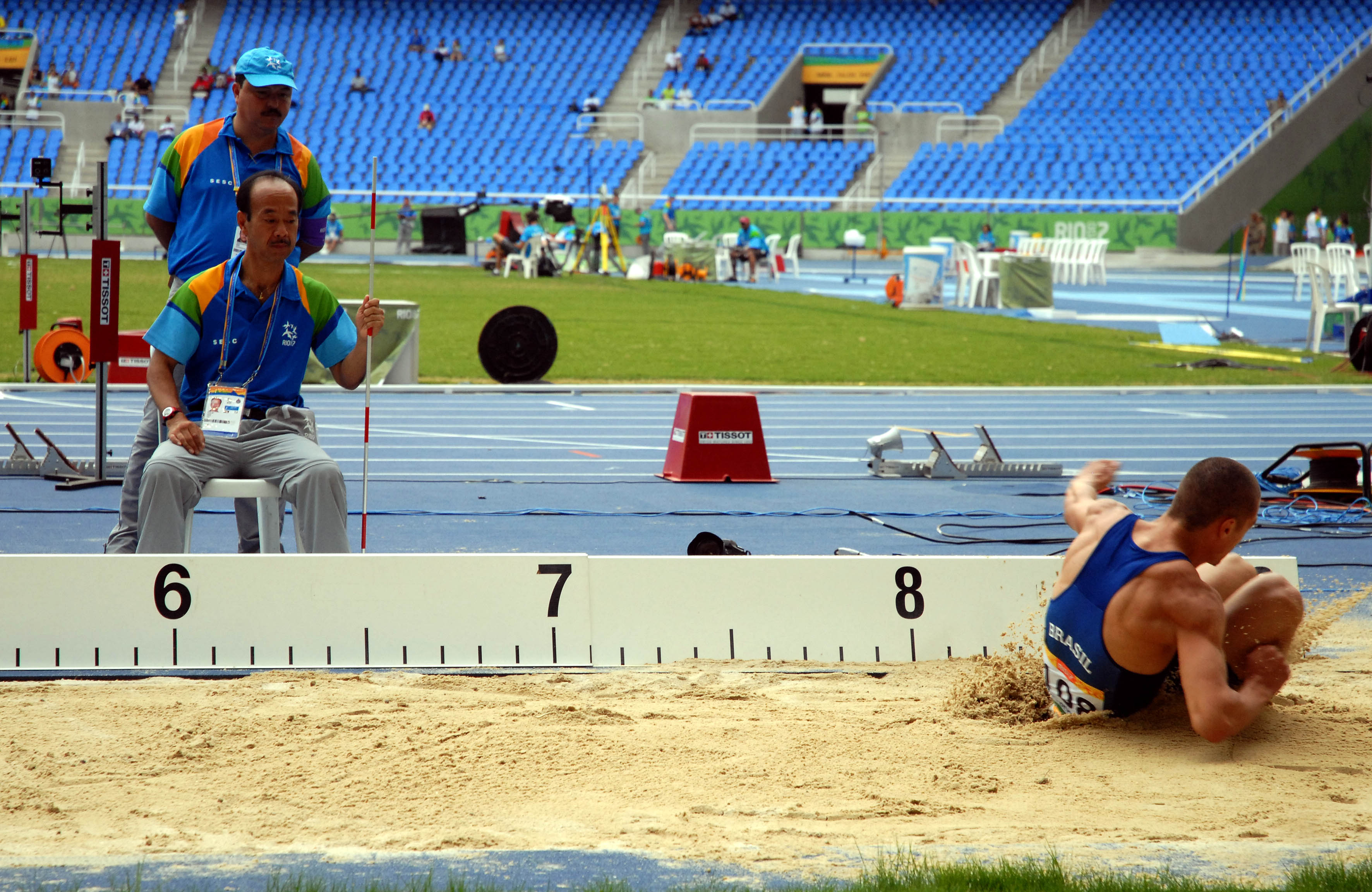
Carlos Chinin, medalha de bronze no decatlo.

Feminino
| Lucimar Moura                                                    | 100m                  | 11s31 | 8º  | 11s60       | 12º         | Não avançou | Não avançou |             |             |
| Luciana Santos                                                   | 100m                  | 11s82 | 19º | Não avançou | Não avançou | Não avançou | Não avançou |             |             |
| Lucimar Moura                                                    | 200m                  | 23s97 | 15º | 23s73       | 12º         | Não avançou | Não avançou |             |             |
| Thaissa Presti                                                   | 200m                  | 23s78 | 12º | 23s76       | 13º         | Não avançou | Não avançou |             |             |
| Maria Laura Almirão                                              | 400m                  |       |     | 52s72       | 11º         | Não avançou | Não avançou |             |             |
| Sheila Ferreira                                                  | 400m                  |       |     | 54s44       | 18º         | Não avançou | Não avançou |             |             |
| Juliana Santos                                                   | 800m                  |       |     | 2m03s66     | 10º         | Não avançou | Não avançou | Não avançou | Não avançou |
| Josiane Tito                                                     | 800m                  |       |     | 2m01s28     | 1º          | 2m01s41     | 5º          |             |             |
| Juliana Santos                                                   | 1.500m                |       |     |             |             | 4m13s36     |             |             |             |
| Sabine Heitling                                                  | 1.500m                |       |     |             |             | 4m19s21     | 7º          |             |             |
| Lucélia Peres                                                    | 5.000m                |       |     |             |             | 15m47s61    | 5º          |             |             |
| Ednalva Silva                                                    | 5.000m                |       |     |             |             | 15m55s46    | 7º          |             |             |
| Lucélia Peres                                                    | 10.000m               |       |     |             |             | 33m19s48    |             |             |             |
| Ednalva Silva                                                    | 10.000m               |       |     |             |             | 34m09s21    | 7º          |             |             |
| Gilvaneide Parrela                                               | 100m com barreiras    |       |     | DNS         | DNS         | Não avançou | Não avançou |             |             |
| Fabiana dos Santos Moraes                                        | 100m com barreiras    |       |     | 13s75       | 12º         | Não avançou | Não avançou |             |             |
| Lucimar Teodoro                                                  | 400m com barreiras    |       |     | 56s99       | 6º          | 56s58       | 6º          |             |             |
| Higlecia Oliveira                                                | 400m com barreiras    |       |     | 58s53       | 9º          | Não avançou | Não avançou | Não avançou | Não avançou |
| Sabine Heitling                                                  | 3.000m com obstáculos |       |     |             |             | 9m51s13     |             |             |             |
| Zenaide Vieira                                                   | 3.000m com obstáculos |       |     |             |             | 9m55s71     |             |             |             |
| Thatiana Ignácio Lucimar Moura Thaissa Presti Luciana Santos     | Revezamento 4x100m    |       |     | 43s98       | 3º          | 44s14       | 6º          |             |             |
| Maria Laura Almirão Emmily Pinheiro Lucimar Teodoro Josiane Tito | Revezamento 4x400m    |       |     |             |             | 3m28s89     | 5º          |             |             |
| Eliana Silva                                                     | Salto em altura       |       |     |             |             | 1m84cm      | 5º          |             |             |
| Mônica Freitas                                                   | Salto em altura       |       |     |             |             | 1m75cm      | 12º         |             |             |
| Maurren Maggi                                                    | Salto em distância    |       |     |             |             | 6m84cm      |             |             |             |
| Keila Costa                                                      | Salto em distância    |       |     |             |             | 6m73cm      |             |             |             |
| Keila Costa                                                      | Salto triplo          |       |     |             |             | 14m38cm     |             |             |             |
| Maurren Maggi                                                    | Salto triplo          |       |     |             |             | 14m07cm     | 4º          |             |             |
| Fabiana Murer                                                    | Salto com vara        |       |     |             |             | 4m60cm      |             |             |             |
| Joana Costa                                                      | Salto com vara        |       |     |             |             | 4m20cm      | 5º          |             |             |
| Elisângela Adriano                                               | Arremesso de peso     |       |     |             |             | 17m73cm     | 6º          |             |             |
| Andrea Britto                                                    | Arremesso de peso     |       |     |             |             | 16m52cm     | 8º          |             |             |
| Elisângela Adriano                                               | Arremesso de disco    |       |     |             |             | 60m37cm     |             |             |             |
| Renata Figueiredo                                                | Arremesso de disco    |       |     |             |             | 50m23cm     | 8º          |             |             |
| Alessandra Rezende                                               | Lançamento de dardo   |       |     |             |             | 57m95cm     | 5º          |             |             |
| Jucilene Lima                                                    | Lançamento de dardo   |       |     |             |             | 46m59cm     | 10º         |             |             |
| Josiane Soares                                                   | Arremesso de martelo  |       |     |             |             | 62m13cm     | 10º         |             |             |
| Katiuscia Jesus                                                  | Arremesso de martelo  |       |     |             |             | 59m23cm     | 12º         |             |             |
| Tânia Spindler                                                   | Marcha atlética 20 km |       |     |             |             | 1h42m15     | 4º          |             |             |
| Cisiane Lopes                                                    | Marcha atlética 20 km |       |     |             |             | DNF         | DNF         |             |             |
| Márcia Narloch                                                   | Maratona              |       |     |             |             | 2h45m10s    |             |             |             |
| Sirlene de Souza Pinho                                           | Maratona              |       |     |             |             | 2h47m36s    |             |             |             |
| Lucimara Silva                                                   | Heptatlo              |       |     |             |             | 5873 pts.   |             |             |             |
| Elizete Silva                                                    | Heptatlo              |       |     |             |             | 5564 pts.   | 6º          |             |             |

Masculino
| Atleta                                                                 | Prova                 | Elim. | Elim. | Semifinal   | Semifinal   | Final       | Final       |
| Atleta                                                                 | Prova                 | Tempo | Pos.  | Tempo       | Pos.        | Tempo       | Pos.        |
| ---------------------------------------------------------------------- | --------------------- | ----- | ----- | ----------- | ----------- | ----------- | ----------- |
| Rafael Ribeiro                                                         | 100m                  | 10s39 | 11º   | 10s39       | 10º         | Não avançou | Não avançou |
| Vicente Lenílson                                                       | 100m                  | 10s23 | 4º    | 10s31       | 5º          | 10s37       | 7º          |
| Sandro Viana                                                           | 200m                  | 20s78 | 6º    | 20s82       | 7º          | DSQ         | DSQ         |
| Basilio Morais Júnior                                                  | 200m                  | 21s11 | 13º   | 21s22       | 15º         | Não avançou | Não avançou |
| Sanderlei Parrela                                                      | 400m                  | 46s85 | 17º   | Não avançou | Não avançou | Não avançou | Não avançou |
| Rodrigo Bargas                                                         | 400m                  | 47s88 | 21º   | Não avançou | Não avançou | Não avançou | Não avançou |
| Kleberson Davide                                                       | 800m                  |       |       | 1m49s31     | 13º         | 1m45s47     |             |
| Fabiano Peçanha                                                        | 800m                  |       |       | 1m46s73     | 2º          | 1m45s54     |             |
| Hudson de Souza                                                        | 1.500m                |       |       |             |             | 3m36s32     |             |
| Fabiano Peçanha                                                        | 1.500m                |       |       |             |             | 3m39s58     | 5º          |
| Marilson Gomes dos Santos                                              | 5.000m                |       |       |             |             | 13m30s68    |             |
| Ubiratan Santos                                                        | 5.000m                |       |       |             |             | 14m34s08    | 9º          |
| Marilson Gomes dos Santos                                              | 10.000m               |       |       |             |             | 28m09s30    |             |
| Clodoaldo Gomes da Silva                                               | 10.000m               |       |       |             |             | 28m28s92    | 5º          |
| Anselmo da Silva                                                       | 110m com barreiras    |       |       | 13s56       | 1º          | 13s72       | 5º          |
| Éder de Souza                                                          | 110m com barreiras    |       |       | 13s93       | 12º         | Não avançou | Não avançou |
| Raphael Fernandes                                                      | 400m com barreiras    |       |       | 46s53       | 6º          | 51s76       | 8º          |
| Mahau Suguimati                                                        | 400m com barreiras    |       |       | 49s83       | 8º          | 49s63       | 7º          |
| Gladson Barbosa                                                        | 3.000m com obstáculos |       |       |             |             | 8m40s32     | 4º          |
| Celso Ficagna                                                          | 3.000m com obstáculos |       |       |             |             | 8m45s94     | 6º          |
| Vicente Lenílson Rafael Ribeiro Basilio Morais Júnior Sandro Viana     | Revezamento 4x100m    |       |       | 38s83       | 2º          | 38s81       |             |
| Eduardo Vasconcelos Sanderlei Parrela Anderson Santos Fernando Almeida | Revezamento 4x400m    |       |       | 3m05s15     | 6º          | 3m05s87     | 6º          |
| Jessé Lima                                                             | Salto em altura       |       |       |             |             | 2m24        | 4º          |
| Fábio Baptista                                                         | Salto em altura       |       |       |             |             | 2m15        | 11º         |
| Rogério Bispo                                                          | Salto em distância    | 8m01  | 2º    |             |             | 7m44        | 11º         |
| Erivaldo Vieira                                                        | Salto em distância    | 7m83  | 4º    |             |             | 7m44        | 11º         |
| Jadel Gregório                                                         | Salto triplo          |       |       |             |             | 17m27       |             |
| Jefferson Sabino                                                       | Salto triplo          |       |       |             |             | 16m81       | 4º          |
| Fábio Gomes da Silva                                                   | Salto com vara        |       |       |             |             | 5m40        |             |
| João Souza                                                             | Salto com vara        |       |       |             |             | NM          | NM          |
| Ronald Julião                                                          | Arremesso de peso     |       |       |             |             | 17m31       | 10º         |
| Gustavo Mendonça                                                       | Arremesso de peso     |       |       |             |             | 17m27       | 11º         |
| Ronald Julião                                                          | Arremesso de disco    |       |       |             |             | 54m36       | 6º          |
| Alessandro Costa Rosa                                                  | Arremesso de disco    |       |       |             |             | 46m08       | 11º         |
| Alexon Maximiliano                                                     | Lançamento de dardo   |       |       |             |             | 75m04       |             |
| Julio Oliveira                                                         | Lançamento de dardo   |       |       |             |             | 67m92       | 8º          |
| Wagner Domingos                                                        | Arremesso de martelo  |       |       |             |             | 65m27       | 7º          |
| Marcos Santos                                                          | Arremesso de martelo  |       |       |             |             | 61m86       | 9º          |
| Mário Santos Júnior                                                    | Marcha atlética 20 km |       |       |             |             | 1h29m53s    | 4º          |
| José Alessandro Bagio                                                  | Marcha atlética 20 km |       |       |             |             | 1h34m15s    | 8º          |
| Cláudio Santos                                                         | Marcha atlética 50 km |       |       |             |             | 4h14h38     | 7º          |
| Mário Santos Júnior                                                    | Marcha atlética 50 km |       |       |             |             | DSQ         | DSQ         |
| Franck Caldeira                                                        | Maratona              |       |       |             |             | 2h14m03     |             |
| Vanderlei Cordeiro de Lima                                             | Maratona              |       |       |             |             | DNF         | DNF         |
| Carlos Chinin                                                          | Decatlo               |       |       |             |             | 7977 pts.   |             |

### Badminton
| Atleta                             | Evento               | 1ª fase                                 | Oitavas de final                              | Quartas de final                          | Semifinais                         | Final                  | Pos.        |
| Atleta                             | Evento               | Adversário e resultado                  | Adversário e resultado                        | Adversário e resultado                    | Adversário e resultado             | Adversário e resultado | Pos.        |
| ---------------------------------- | -------------------- | --------------------------------------- | --------------------------------------------- | ----------------------------------------- | ---------------------------------- | ---------------------- | ----------- |
| Mariana Arimori                    | Individual feminino  |                                         | CAN Charmaine Reid D 21-3, 21-15              | Não avançou                               | Não avançou                        | Não avançou            | Não avançou |
| Paula Pereira                      | Individual feminino  |                                         | PER Cristina Aicardi V 23-21, 21-15           | USA Eva Lee D 21-14, 21-12                | Não avançou                        | Não avançou            | Não avançou |
| Fabiana Silva                      | Individual feminino  | GUA Kareen Morales V 21-10, 21-8        | MEX Victoria Montero D 21-14, 21-19           | Não avançou                               | Não avançou                        | Não avançou            | Não avançou |
| Paulo Von Scala                    | Individual masculino | CAN Mike Beres D 21-13, 21-19           | Não avançou                                   | Não avançou                               | Não avançou                        | Não avançou            | Não avançou |
| Lucas Araújo                       | Individual masculino | PER Javier Jimeno V 21-16, 17-21, 21-13 | GUA Erick Anguiano D 21-15, 21-4              | Não avançou                               | Não avançou                        | Não avançou            | Não avançou |
| Guilherme Pardo                    | Individual masculino | BAR Andre Padmore V 21-13, 21-12        | USA Eric Go D 21-6, 21-8                      | Não avançou                               | Não avançou                        | Não avançou            | Não avançou |
| Fabiana Silva Mariana Arimori      | Duplas femininas     | USA Subandhi e Chen D 21-8, 21-9        | Não avançou                                   | Não avançou                               | Não avançou                        | Não avançou            | Não avançou |
| Guilherme Pardo Guilherme Kumasaka | Duplas masculinas    |                                         | SUR Wongsodikromo e Soeroredjo V 21-16, 21-11 | CUB Ramirez e Cordon V 21-7, 16-21, 21-17 | USA Bach e Malaythong D 21-8, 21-6 | Não avançou            |             |
| Lucas Araújo Thayse Cruz           | Duplas mistas        |                                         | CAN Milroy e McKee D 25-23, 21-10             | Não avançou                               | Não avançou                        | Não avançou            | Não avançou |

### Basquetebol

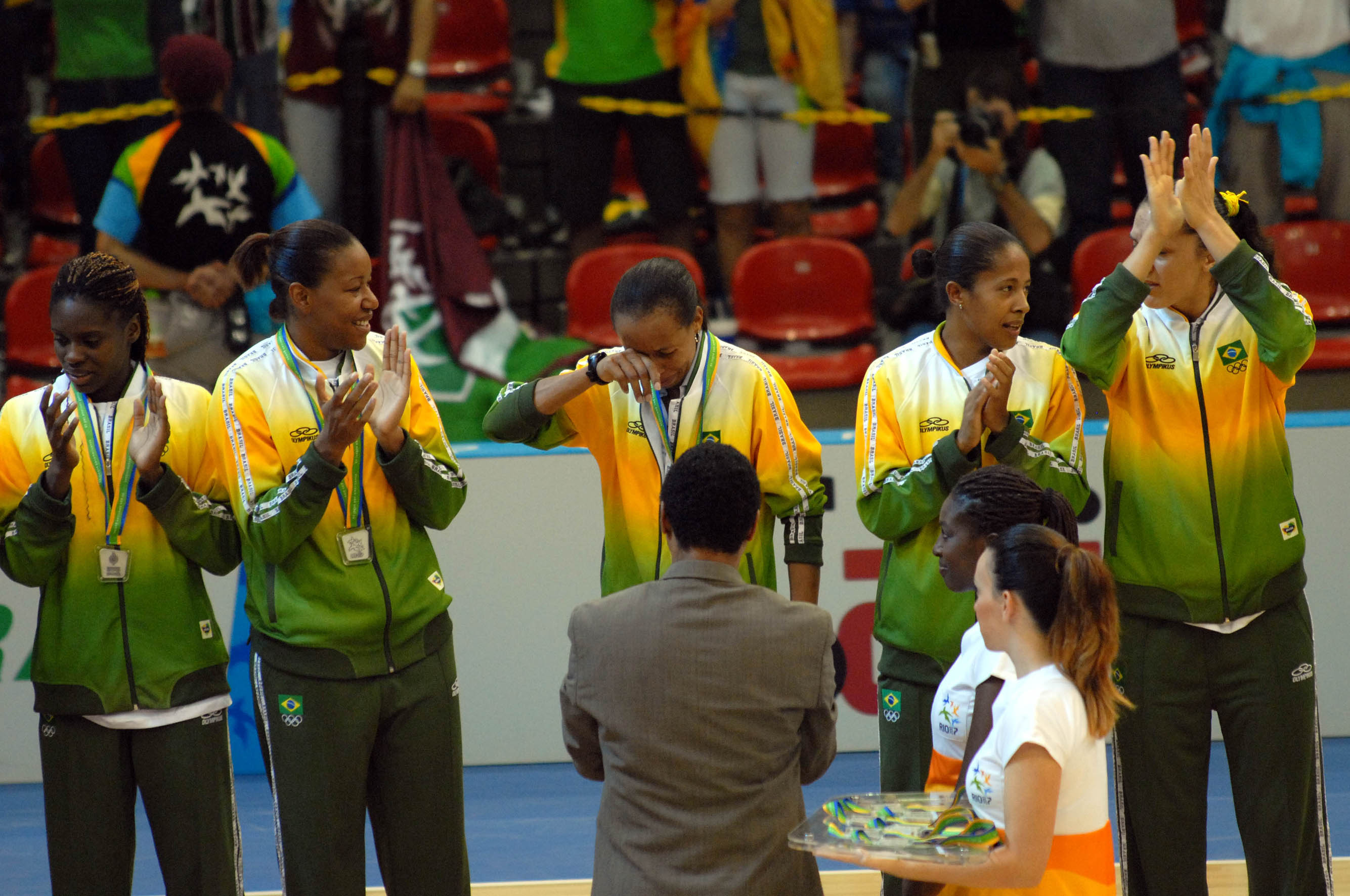
Janeth Arcain chora no pódio após ter feito sua última partida como jogadora e conquistado a medalha de prata.

Feminino
| Equipe | Primeira fase                                             | Primeira fase | Semifinal              | Final                      | Pos. |
| Equipe | Adversário e resultado                                    | Pos.          | Adversário e resultado | Adversário e resultado     | Pos. |
| --- | --------------------------------------------------------- | ------------- | ---------------------- | -------------------------- | ---- |
| Adriana Pinto Karen Rocha Palmira Marçal Micaela Jacinto Tatiana Conceição Janeth Arcain Patrícia Ferreira Soeli Zakrzeski Jucimara Dantas Isis Nascimento Graziane Coelho Kelly Santos | JAM Jamaica V 81-69 MEX México V 88-44 CAN Canadá V 77-63 | 1º            | CUB Cuba V 79-60       | USA Estados Unidos D 66-79 |      |

Masculino
| Equipe | Primeira fase                                                                  | Primeira fase | Semifinal              | Final                  | Pos. |
| Equipe | Adversário e resultado                                                         | Pos.          | Adversário e resultado | Adversário e resultado | Pos. |
| --- | ------------------------------------------------------------------------------ | ------------- | ---------------------- | ---------------------- | ---- |
| Marcelinho Machado Wellington dos Santos Murilo da Rosa Marcus Reis Marcelo Huertas Válter Silva Alex Garcia Guilherme Teichmann Caio Torres João Paulo Batista Marcus Vinicius Paulo Prestes | ISV Ilhas Virgens Americanas V 86-81 CAN Canadá V 98-63 PUR Porto Rico V 97-94 | 1º            | URU Uruguai V 85-73    | PUR Porto Rico V 86-75 |      |

### Boliche
Duplas
| Atletas                        | Evento    | 1ª série | 1ª série | Final | Final |
| Atletas                        | Evento    | Res.     | Pos.     | Res.  | Pos.  |
| ------------------------------ | --------- | -------- | -------- | ----- | ----- |
| Rodrigo Hermes Fábio Rezende   | Masculino | 2.512    | 3º       | 5.102 |       |
| Jacqueline Costa Roseli Santos | Feminino  | 1.476    | 11º      | 4.874 | 4º    |

Individual
| Atleta           | Evento    | Qualificatória | Qualificatória | Oitavas-de-final             | Quartas-de-final          | Semifinal              | Final                  |
| Atleta           | Evento    | Res.           | Pos.           | Adversário e resultado       | Adversário e resultado    | Adversário e resultado | Adversário e resultado |
| ---------------- | --------- | -------------- | -------------- | ---------------------------- | ------------------------- | ---------------------- | ---------------------- |
| Rodrigo Hermes   | Masculino | 1725           | 5º             | VEN Raindey Chavez D 201-194 | Não avançou               | Não avançou            | Não avançou            |
| Fábio Rezende    | Masculino | 1549           | 23º            | Não avançou                  | Não avançou               | Não avançou            | Não avançou            |
| Roseli Santos    | Feminino  | 1700           | 3º             | GUA Ximena Soto D 173-134    | Não avançou               | Não avançou            | Não avançou            |
| Jacqueline Costa | Feminino  | 1565           | 16º            | COL Rocío Restrepo V 234-157 | DOM Aumi Guerra D 197-179 | Não avançou            | Não avançou            |

### Boxe

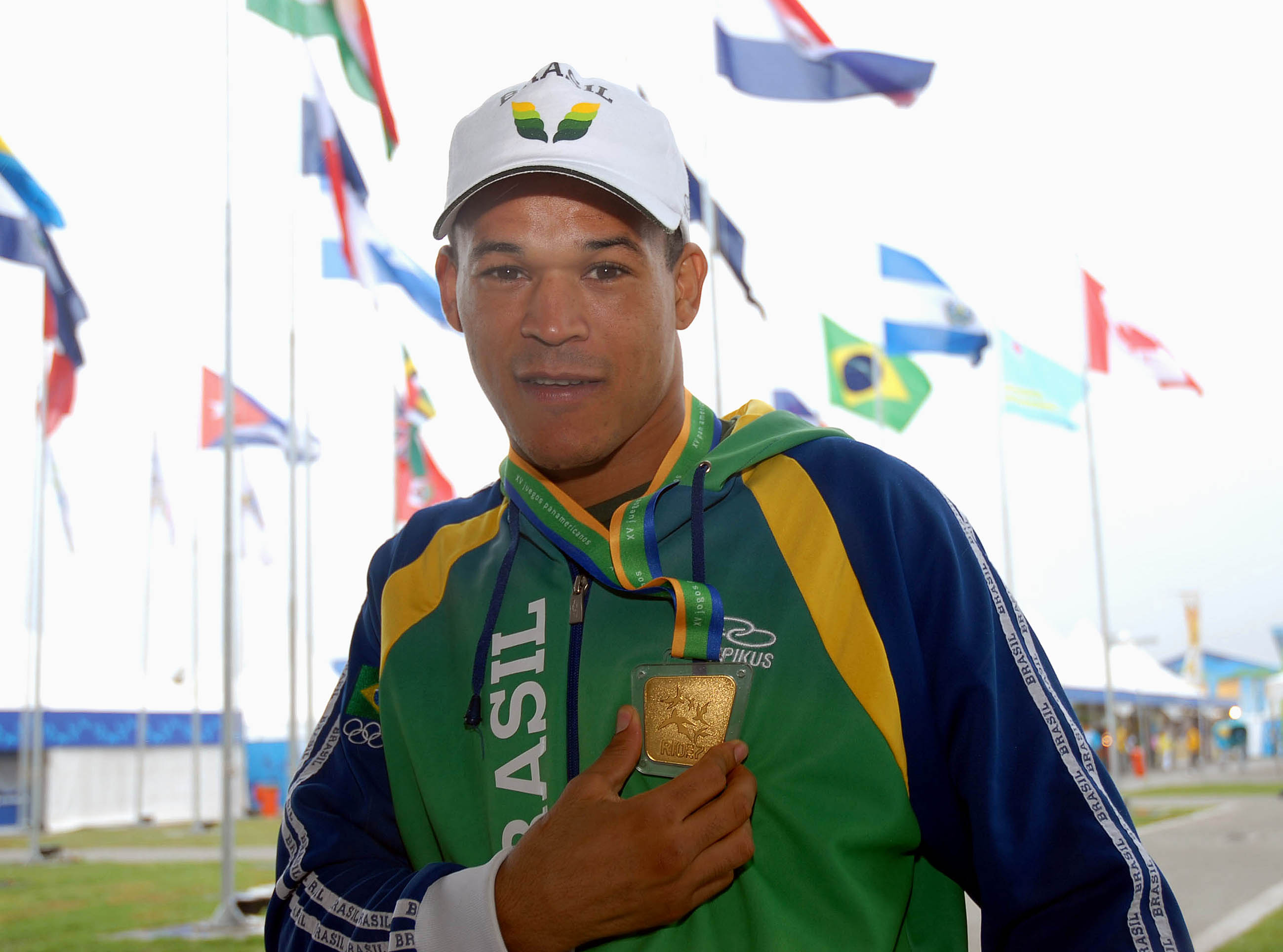
Pedro Lima, dono da única medalha de ouro no Brasil no boxe nesta edição do Pan.

| Atleta              | Peso               | Preliminares                    | Quartas de final                     | Semifinais                       | Final                       | Pos.        |
| Atleta              | Peso               | Adversário e resultado          | Adversário e resultado               | Adversário e resultado           | Adversário e resultado      | Pos.        |
| ------------------- | ------------------ | ------------------------------- | ------------------------------------ | -------------------------------- | --------------------------- | ----------- |
| Paulo Carvalho      | Mosca-ligeiro      | USA Luis Yanez D 6-19           | Não avançou                          | Não avançou                      | Não avançou                 | Não avançou |
| Robenilson de Jesus | Mosca              | VEN Alexander Guarecuco D 14-16 | Não avançou                          | Não avançou                      | Não avançou                 | Não avançou |
| James Dean Pereira  | Galo               | CAN Isho Shiba V 15-6           | GUA Jose Pantaleo V 14-9             | MEX Carlos Quiroa D 15-20        | Não avançou                 |             |
| Davi Souza          | Pena               | PER Carlos Zambrano V JURI      | MEX Francisco Vargas V 14-9          | PUR Abner Roman D 15-20          | Não avançou                 |             |
| Everton Lopes       | Leve               | DOM Jonathan Batista V 11-10    | CAN Ibrahim Kamal V 10-3             | PUR Jose Gonzales V 7-2          | CUB Yordenis Ugas D 6-10    |             |
| Myke Carvalho       | Meio-médio ligeiro |                                 | VEN Jonny Sanchez V 19-9             | USA Karl Dagan D 8-9             | Não avançou                 |             |
| Pedro Lima          | Meio-médio         |                                 | ECU Jaime Javier Chila Cortez V 13-3 | JAM Ricardo Smith V 12-4         | USA Demetrius Andrade V 7-6 |             |
| Glaucélio Abreu     | Médio              |                                 | ISV Clarence Joseph V 13-12          | DOM Argenis Nuñez D 14-19        | Não avançou                 |             |
| Washington Silva    | Meio-pesado        |                                 | USA Christopher Downs D 5-12         | Não avançou                      | Não avançou                 | Não avançou |
| Rafael Lima         | Pesado             |                                 | CAN Sébastien Lalumière V 18-5       | CUB Osmay Acosta D 1-1 (nocaute) | Não avançou                 |             |
| Rogério Nogueira    | Superpesado        | TRI Enoch Romeo V 17-2          | VEN Jonny Molina V 18-6              | CUB Robert Alfonso D 0-4         | Não avançou                 |             |

### Beisebol
| Equipe | Equipe | Primeira fase                                                                | Primeira fase | Semifinal              | Final                  | Pos. |
| Equipe | Equipe | Adversário e resultado                                                       | Pos.          | Adversário e resultado | Adversário e resultado | Pos. |
| --- | --- | ---------------------------------------------------------------------------- | ------------- | ---------------------- | ---------------------- | ---- |
| Claudio Yamada Marcio Sakane Gilmar Pereira Marcelo Arai Fernando Oda Rodrigo Miyamoto Gustavo Ogassawara Kleber Ojima Rafael Oliveira Ricardo Shimanoe Ronaldo Ono Renan Sato | Reinado Sato Marcelo Okuyama Julio Takahashi Evaldo Yamaoka Paulo Orlando Tiago Magalhães Celso Nakano Vitor Ebisawa Eduardo Watanabe Leandro Hasegawa Anderson Santos Marcos Guimarães | NCA Nicarágua V 1-0 DOM República Dominicana D 2-14 USA Estados Unidos D 5-7 | 4º (Gr. A)    | Não avançou            | Não avançou            | 7º   |

### Canoagem Velocidade
Nota: Nas provas da Canoagem, as semifinais foram disputadas como uma "repescagem", entre os atletas que não conseguiram vaga direta a partir das eliminatórias. Todos os brasileiros chegaram à final sem a necessidade de disputar a semifinal.
| Atleta                                                                 | Prova               | Elim.    | Elim. | Semifinal | Semifinal | Final    | Final |
| Atleta                                                                 | Prova               | Tempo    | Pos.  | Tempo     | Pos.      | Tempo    | Pos.  |
| ---------------------------------------------------------------------- | ------------------- | -------- | ----- | --------- | --------- | -------- | ----- |
| Naiane Pereira                                                         | K-1 500m feminino   | 2:09.164 | 3º    |           |           | 2:05.273 | 6º    |
| Naiane Pereira Ariela Cesar Pinto                                      | K-2 500m feminino   |          |       |           |           | DNF      | DNF   |
| Naiane Pereira Ariela Cesar Pinto Luana de Santi Rech Daniela Alvarez  | K-4 500m feminino   |          |       |           |           | 1:44.022 | 5º    |
| Edson Isaías da Silva                                                  | K-1 500m masculino  | 1:49.003 | 1º    |           |           | 1:47.696 |       |
| Sebastian Cuattrin                                                     | K-1 1000m masculino | 3:43.180 | 2º    |           |           | 3:42.725 |       |
| Roberto Maheler Carlos Campos                                          | K-2 500m masculino  |          |       |           |           | 1:36.930 | 4º    |
| Givago Bitencourt Jonatan Maia de Oliveira                             | K-2 500m masculino  |          |       |           |           | 3:33.114 | 6º    |
| Sebastian Cuattrin Roberto Maheler Carlos Campos Edson Isaías da Silva | K-1 1000m masculino |          |       |           |           | 3:04.145 |       |
| Nivalter Santos de Jesus                                               | C-1 500m masculino  | 2:02.091 | 2º    |           |           | 1:58.488 |       |
| Nivalter Santos de Jesus                                               | C-1 1000m masculino | 4:11.034 | 2º    |           |           | 4:17.502 | 5º    |
| Vilson Nascimento Wladimir Moreno                                      | C-2 500m masculino  |          |       |           |           | 1:51.862 |       |
| Vilson Nascimento Wladimir Moreno                                      | C-2 1000m masculino |          |       |           |           | 3:49.307 |       |

### Caratê
Feminino
| Atleta            | Categ.        | Primeira fase           | Primeira fase            | Primeira fase             | Semifinais                 | Disputa do 5º ao 8º lugares | Disputa do 7º lugar | Disputa do 5º lugar        | Final                     | Pos. |
| ----------------- | ------------- | ----------------------- | ------------------------ | ------------------------- | -------------------------- | --------------------------- | ------------------- | -------------------------- | ------------------------- | ---- |
| Valéria Kumizaki  | Até 53 kg     | GUA Cheili Gonzalez VIT | MEX Martha Embriz VIT    | ESA Veronica Carcamo VIT  | CHI Jessy Reyes VIT        |                             |                     |                            | GUA Cheili Gonzalez D 3-1 |      |
| Dafini Figueiredo | Até 60 kg     | DOM Heidy Rodriguez DER | MEX Bertha Gutierrez DER | VEN Kariu Torres DER      | Não avançou                | CAN Véronique Leblanc V 2-1 |                     | CUB Yulisma Kindelan D 5-0 | Não avançou               | 6º   |
| Lucélia Ribeiro   | Mais de 60 kg | COL Ana Escandon VIT    | MEX Yadira Lira VIT      | CHI Stephanhie Soffia VIT | CUB Yaneya Gutierrez V 1-0 |                             |                     |                            | COL Ana Escandon V 2-1    |      |

Masculino
| Atleta            | Categ.        | Primeira fase          | Primeira fase            | Primeira fase           | Semifinais                 | Disputa do 5º ao 8º lugares | Disputa do 7º lugar | Disputa do 5º lugar     | Final                    | Pos. |
| ----------------- | ------------- | ---------------------- | ------------------------ | ----------------------- | -------------------------- | --------------------------- | ------------------- | ----------------------- | ------------------------ | ---- |
| Douglas Brose     | Até 60 kg     | DOM Norberto Sosa VIT  | MEX Ruben Navarro EMP    | ESA Carlos Galan EMP    | ARG Francisco Nievas D 5-4 |                             |                     |                         | Não avançou              |      |
| Carlos Lourenço   | 60 kg-65 kg   | VEN Norberto Sosa DER  | DOM Ruben Navarro VIT    | GUA Carlos Galan VIT    | ESA Aron Perez V 6-1       |                             |                     |                         | VEN Luis Plumacher D 1-2 |      |
| Vinicius Souza    | 65 kg-70 kg   | CAN Saeed Baghbani DER | ARG Fernando Parra VIT   | ESA Emilio Barillas VIT | VEN Jean Carlos Peña D 5-6 |                             |                     |                         | Não avançou              |      |
| Caio Duprat       | 70 kg-75 kg   | CUB Jorge Zaragoza EMP | DOM Gustavo Dionisio DER | ARG Franco Icasati VIT  | Não avançou                | GUA Daniel Villena V KIK    |                     | MEX Emilio Oviedo D 1-4 | Não avançou              | 6º   |
| Nelson Sardemberg | 75 kg-80 kg   | COL Gilbert Ocoro EMP  | VEN Cesar Herrera VIT    | CUB Yilexis Marquez VIT | CHI Diego Borquez D 4-5    |                             |                     |                         | Não avançou              |      |
| Juarez Santos     | Mais de 80 kg | ECU Andres Heredia VIT | ARG Leandro Monzon VIT   | USA Willian Finegan VIT | DOM Juan Valdez V 3-2      |                             |                     |                         | VEN Mario Toro V 2-0     |      |

### Ciclismo de estrada
| Atleta             | Evento                             | Final    | Final   |
| Atleta             | Evento                             | Tempo    | Posição |
| ------------------ | ---------------------------------- | -------- | ------- |
| Janildes Silva     | Estrada feminino                   | 2:04:52  | 5º      |
| Clemilda Silva     | Estrada feminino                   | 2:04:52  | 11º     |
| Uênia Souza        | Estrada feminino                   | 2:04:57  | 21º     |
| Luciano Pagliarini | Estrada masculino                  | 3:38:50  |         |
| Rafael Andriato    | Estrada masculino                  | 3:38:50  | 15º     |
| Otávio Bulgarelli  | Estrada masculino                  | 3:38:50  | 26º     |
| Renato Seabra      | Estrada masculino                  | 3:38:56  | 34º     |
| Clemilda Silva     | Estrada contra o relógio feminino  | 28:15.89 |         |
| Pedro Nicácio      | Estrada contra o relógio masculino | 53:07.87 | 9º      |
| Marcos Novello     | Estrada contra o relógio masculino | 54:24.08 | 10º     |

### Ciclismo de pista
Velocidade
| Atleta                                       | Evento                | Qual.  | Qual. | Repescagem       | 1/8 de final     | Quartas de final | Semifinais       | Finais           | Finais |
| Atleta                                       | Evento                | Tempo  | Pos.  | Adversário Tempo | Adversário Tempo | Adversário Tempo | Adversário Tempo | Adversário Tempo | Pos.   |
| -------------------------------------------- | --------------------- | ------ | ----- | ---------------- | ---------------- | ---------------- | ---------------- | ---------------- | ------ |
| Marcos Alcântara                             | Individual masculino  | 11.456 | 13º   | Não avançou      | Não avançou      | Não avançou      | Não avançou      | Não avançou      | 13º    |
| Fernando Firmino                             | Individual masculino  | 11.632 | 14º   | Não avançou      | Não avançou      | Não avançou      | Não avançou      | Não avançou      | 14º    |
| Marcos Alcântara Fernando Firmino Davi Romeo | Por equipes masculino | 48.289 | 5º    |                  |                  |                  |                  | Não avançou      | 5º     |

| Atleta     | Evento           | 1ª fase   | Final |
| Atleta     | Evento           | Pos.      | Pos.  |
| ---------- | ---------------- | --------- | ----- |
| Davi Romeo | Keirin masculino | 3º/bat. 2 | 4º    |

| Atleta                                | Evento               | Pts. | Pos. |
| ------------------------------------- | -------------------- | ---- | ---- |
| Roberson Silva                        | Por pontos masculino | 4    | 8º   |
| Hernandes Quadri Júnior Rodrigo Silva | Madison              | 10   | 6º   |

| Atleta                                                           | Evento                | Qual.    | Qual. | Finais           | Finais      |
| Atleta                                                           | Evento                | Tempo    | Pos.  | Adversário Tempo | Pos.        |
| ---------------------------------------------------------------- | --------------------- | -------- | ----- | ---------------- | ----------- |
| Alex Arseno                                                      | Individual masculino  | 1:14.334 | 8º    | Não avançou      | Não avançou |
| Alex Arseno Hernandes Quadri Júnior Roberson Silva Rodrigo Silva | Por equipes masculino | 4:28.665 | 6º    | Não avançou      | Não avançou |

| Atleta       | Evento    | Semifinal | Semifinal | Final       | Final       |
| Atleta       | Evento    | Tempo     | Pos.      | Tempo       | Pos.        |
| ------------ | --------- | --------- | --------- | ----------- | ----------- |
| Ana Flávia   | Feminino  |           |           | 38.697      |             |
| Lúcia Hirama | Feminino  |           |           | 40.673      | 5º          |
| Hudson Souza | Masculino | 1:00.223  | 12º       | Não avançou | Não avançou |
| Mauro Aquino | Masculino | 34.943    | 7º        | 39.061      | 6º          |

| Atleta           | Evento    | Final   | Final   |
| Atleta           | Evento    | Tempo   | Posição |
| ---------------- | --------- | ------- | ------- |
| Rubens Donizete  | Masculino | 2:07:28 |         |
| Ricardo Pscheidt | Masculino | 2:07:28 | 5º      |
| Jaqueline Mourão | Feminino  | 1:53.46 | 4º      |

### Esgrima
| Atleta                                                            | Evento                       | Fase de 32                         | Oitavas de final                | Quartas de final             | Semifinais                                  | Final                                        | Pos. |
| Atleta                                                            | Evento                       | Adversário e resultado             | Adversário e resultado          | Adversário e resultado       | Adversário e resultado                      | Adversário e resultado                       | Pos. |
| ----------------------------------------------------------------- | ---------------------------- | ---------------------------------- | ------------------------------- | ---------------------------- | ------------------------------------------- | -------------------------------------------- | ---- |
| Athos Schwantes                                                   | Espada individual masculino  | Bye                                | CUB Guillermo Madrigal D 10-11  | Não avançou                  | Não avançou                                 | Não avançou                                  | 10º  |
| Fernando Linschoten                                               | Espada individual masculino  | ESA Gerson Ramirez D 13-15         | Não avançou                     | Não avançou                  | Não avançou                                 | Não avançou                                  | 19º  |
| Heitor Shimbo                                                     | Florete individual masculino | Bye                                | CHI Patricio Moreno V 15-3      | USA Andras Horanyi D 10-13   | Não avançou                                 | Não avançou                                  | 5º   |
| João Souza                                                        | Florete individual masculino | PUR Jonathan Lugo Rivera V 15-8    | MEX Andres de la Concha V 15-12 | CAN Marek Wojcik V 15-8      | USA Andras Horanyi D 9-15                   | Não avançou                                  |      |
| Renzo Agresta                                                     | Sabre individual masculino   | Bye                                | VEN Carlos Bravo V 15-9         | USA Benjamin Igoe V 15-14    | CAN Philippe Beaudry D 12-15                | Não avançou                                  |      |
| Marcos Cardoso                                                    | Sabre individual masculino   | CUB Yunio Naranjo D 10-15          | Não avançou                     | Não avançou                  | Não avançou                                 | Não avançou                                  | 20º  |
| Fernando Linschoten Patrício Runnacles Athos Schwantes João Souza | Espada por equipes masculino |                                    |                                 | CUB Cuba D 18-45             | Disputa do 5º ao 8º: PUR Porto Rico D 33-45 | Disputa do 7º lugar: ARG Argentina D 37-45   | 8º   |
| Renzo Agresta Marcos Cardoso Rhaoni Ruckheim Heitor Shimbo        | Sabre por equipes masculino  |                                    |                                 | USA Estados Unidos D 16-45   | Disputa do 5º ao 8º: VEN Venezuela D 21-45  | Disputa do 7º lugar: ESA El Salvador V 45-42 | 7º   |
| Clarisse Menezes                                                  | Espada individual feminino   | Bye                                | VEN Maria Martinez V 15-13      | CAN Sherraine Schalm V 15-13 | CAN Julie Leprohon D 6-15                   | Não avançou                                  |      |
| Camila Rodrigues                                                  | Espada individual feminino   | Bye                                | CAN Sherraine Schalm D 5-15     | Não avançou                  | Não avançou                                 | Não avançou                                  | 12º  |
| Taís Rochel                                                       | Florete individual feminino  | Bye                                | CUB Misleydis Compañi D 13-14   | Não avançou                  | Não avançou                                 | Não avançou                                  | 13º  |
| Sílvia Rothfeld                                                   | Florete individual feminino  | Bye                                | CAN Elise Daoust D 9-15         | Não avançou                  | Não avançou                                 | Não avançou                                  | 12º  |
| Deise Falci                                                       | Sabre individual feminino    | PUR Melanie Mercado Mendez D 14-15 | Não avançou                     | Não avançou                  | Não avançou                                 | Não avançou                                  | 19º  |
| Deise Falci Maria Herklotz Taís Rochel Sílvia Rothfeld            | Florete por equipes feminino |                                    |                                 | ARG Argentina V 45-42        | VEN Venezuela D 27-45                       | Disputa do 3º lugar: CUB Cuba D 31-45        | 4º   |

### Esqui aquático
| Atleta         | Prova               | Elim. | Elim. | Final       | Final       |
| Atleta         | Prova               | Res.  | Pos.  | Res.        | Pos.        |
| -------------- | ------------------- | ----- | ----- | ----------- | ----------- |
| Juliana Negrão | Rampa feminina      | DNS   | DNS   | Não avançou | Não avançou |
| Juliana Negrão | Slalom feminino     | 31.50 | 10º   | Não avançou | Não avançou |
| Juliana Negrão | Truques feminino    |       |       | 1030        | 8º          |
| Thiago Gerin   | Rampa masculina     | 52.80 | 6º    | 52.30       | 5º          |
| Fernando Neves | Slalom masculino    | 57.00 | 1º    | 35.00       | 5º          |
| Felipe Neves   | Slalom masculino    | 54.50 | 7º    | 30.50       | 7º          |
| Thiago Gerin   | Truques masculino   | 3590  | 11º   | Não avançou | Não avançou |
| Marcelo Giardi | Wakeboard masculino | 80.50 | 1º    | 86.46       |             |

### Futebol

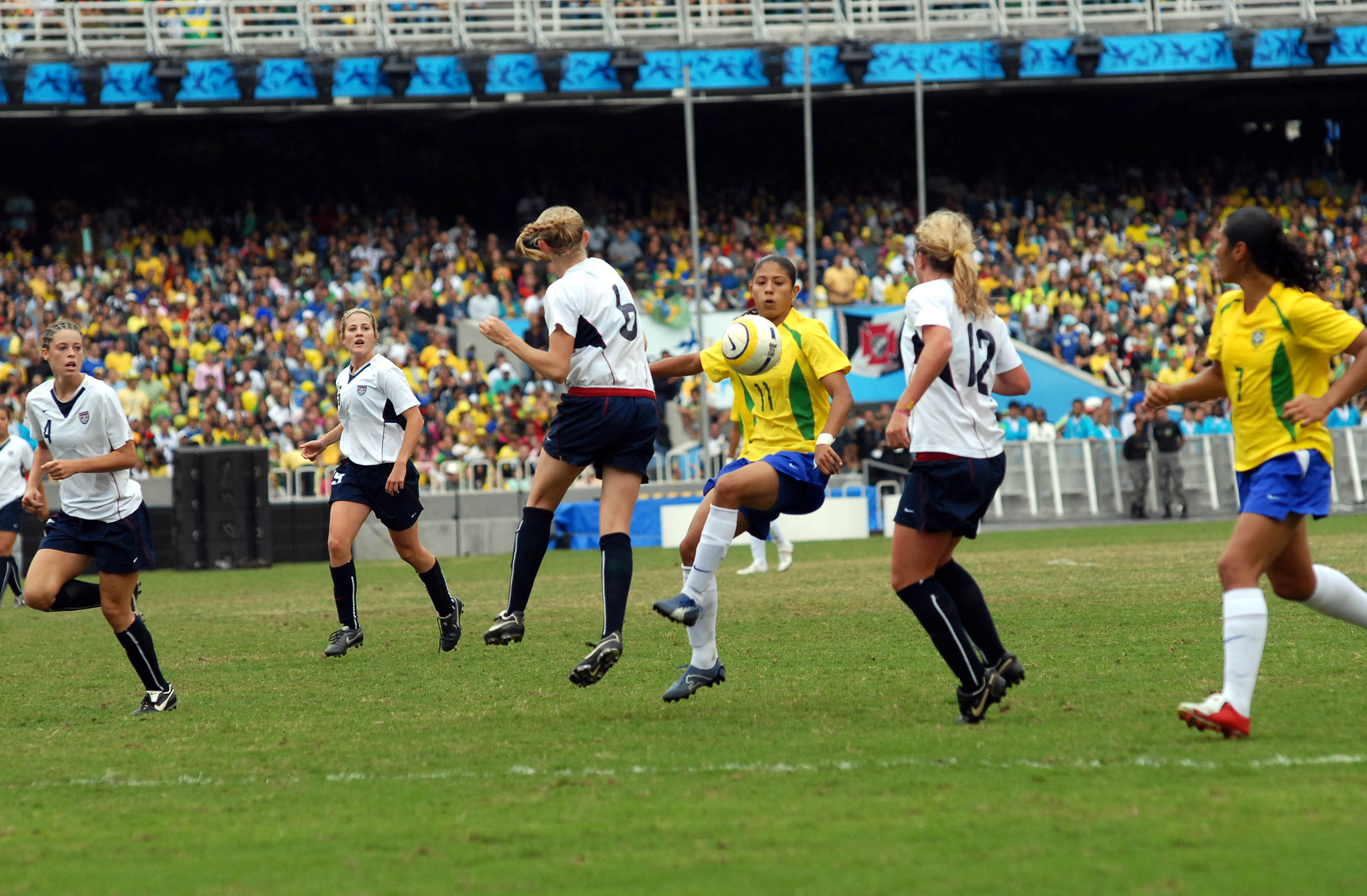
Final do torneio feminino entre Brasil e Estados Unidos.

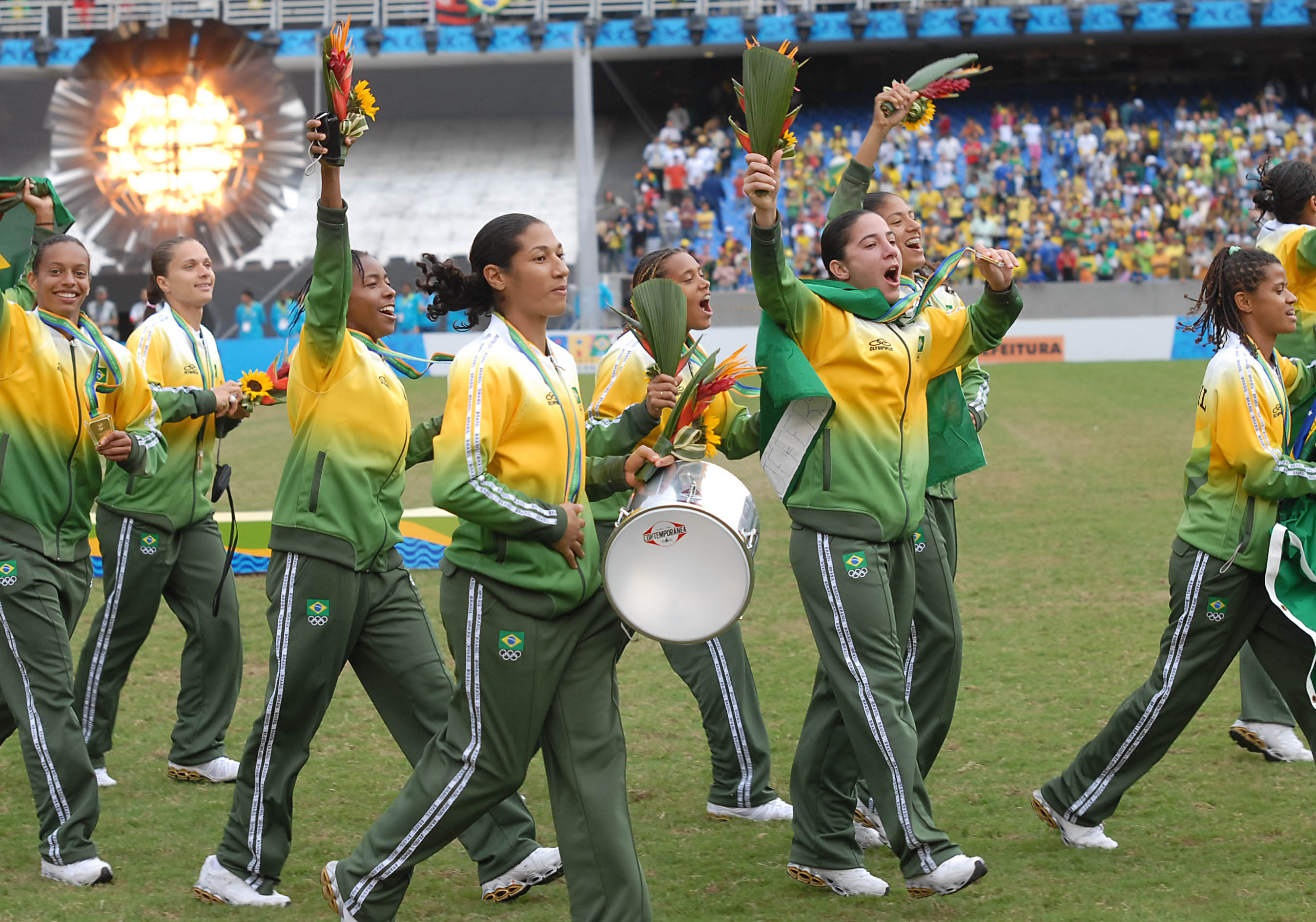
Seleção brasileira comemora o ouro no futebol feminino.

Feminino
| Equipe | Fase de grupos                                                          | Fase de grupos | Semifinal              | Final                    | Pos. |
| Equipe | Adversário e resultado                                                  | Pos.           | Adversário e resultado | Adversário e resultado   | Pos. |
| --- | ----------------------------------------------------------------------- | -------------- | ---------------------- | ------------------------ | ---- |
| Andréia Suntaque Simone Jatobá Aline Pellegrino Renata Costa Elaine Moura Rosana Augusto Daniela Alves Formiga Kátia Cilene Marta Silva Cristiane Silva Bárbara Barbosa Pretinha Maycon Tânia Maranhão Grazielle Nascimento Daiane Rodrigues Ester Santos | URU Uruguai V 4-0 JAM Jamaica V 5-0 ECU Equador V 10-0 CAN Canadá V 7-0 | 1º (Gr. A)     | MEX México V 2-0       | USA Estados Unidos V 5-0 |      |

Masculino
| Equipe | Fase de grupos                                            | Fase de grupos | Semifinal              | Final                  | Pos. |
| Equipe | Adversário e resultado                                    | Pos.           | Adversário e resultado | Adversário e resultado | Pos. |
| --- | --------------------------------------------------------- | -------------- | ---------------------- | ---------------------- | ---- |
| Alex Teixeira Atila Araújo Prado Bernardo Vieira Bruno Collaço Carlos Antonio Ribeiro Fábio Pereira Fellipe Bastos Júnior Lulinha Marcelo Henrique Maicon Marques Michel Schmöller Rafael Forster Rafael Pereira Renan Ribeiro Tales de Souza Tiago Dutra | HON Honduras V 3-0 CRC Costa Rica V 2-0 ECU Equador D 2-4 | 2º (Gr. A)     | Não avançou            | Não avançou            | 5º   |

### Futsal
| Equipe | Fase de grupos                                        | Fase de grupos | Semifinal              | Final                  | Pos. |
| Equipe | Adversário e resultado                                | Pos.           | Adversário e resultado | Adversário e resultado | Pos. |
| --- | ----------------------------------------------------- | -------------- | ---------------------- | ---------------------- | ---- |
| Rogério Alves Tiago Marinho Neto Ciço Gabriel Dias Vinícius Teixeira Leandro Simi Betão Lenísio Marquinho Falcão Valdin | GUA Guatemala V 4-1 CUB Cuba V 8-0 PAR Paraguai V 2-0 | 1º (Gr. A)     | CRC Costa Rica V 8-1   | ARG Argentina V 4-1    |      |

### Ginástica artística

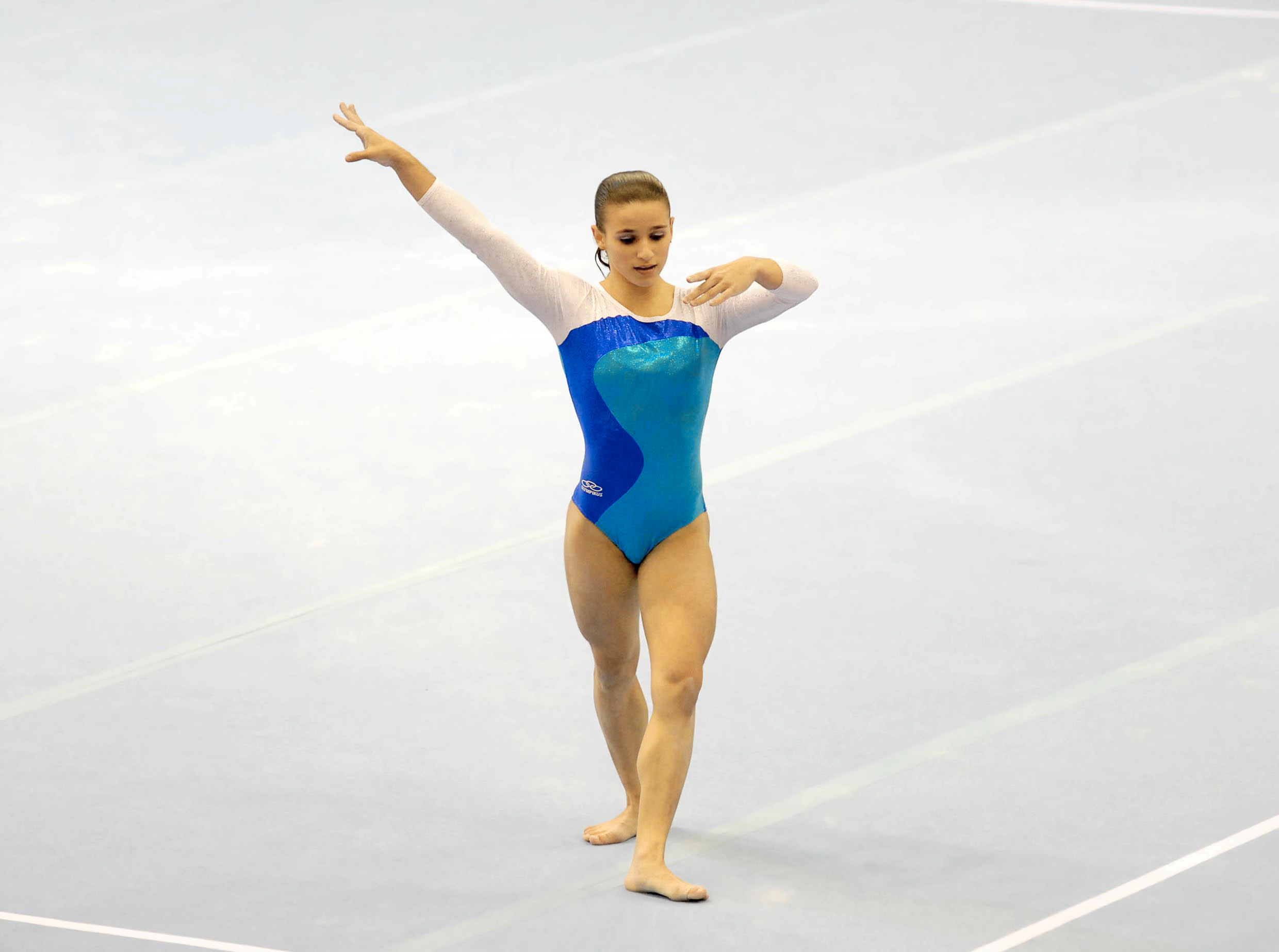
Jade Barbosa se apresenta no solo.

Notas:
1. Nestes Jogos Pan-Americanos, a final por equipes foi também a qualificatória para os eventos individuais.
2. Há algumas discrepâncias entre indicações de atletas classificados e resultados das finais, causadas por desistências individuais.
Qualificatória e finais por equipes
| Atleta           | Aparelho | Aparelho | Aparelho | Aparelho | Aparelho | Aparelho | Aparelho | Aparelho | Aparelho | Aparelho | Aparelho | Aparelho | Nota geral | Pos.  |
| Atleta           | FX       | FX       | PH       | PH       | SR       | SR       | VT       | VT       | PB       | PB       | HB       | HB       | Nota geral | Pos.  |
| Atleta           | Nota     | Pos.     | Nota     | Pos.     | Nota     | Pos.     | Nota     | Pos.     | Nota     | Pos.     | Nota     | Pos.     | Nota geral | Pos.  |
| ---------------- | -------- | -------- | -------- | -------- | -------- | -------- | -------- | -------- | -------- | -------- | -------- | -------- | ---------- | ----- |
| Luiz dos Anjos   | 14.600   | 10º      | 13.600   | 18º      | 14.850   | 11º      | 15.050   | ?        | 15.050   | 3º Q     | 14.300   | 10º      | 87.450     | 6º Q  |
| Diego Hypólito   | 15.900   | 1º Q     | 13.600   | 19º      | -        | -        | 16.100   | Q        | -        | -        | -        | -        | 45.600     | 48º   |
| Danilo Nogueira  | -        | -        | 14.100   | 10º Q    | 15.000   | 8º Q     | -        | -        | 14.350   | 17º      | 14.450   | 4º Q     | 57.900     | 43º   |
| Mosiah Rodrigues | 15.100   | 4º Q     | 14.250   | 9º Q     | 12.650   | 40º      | 15.600   | ?        | 14.600   | 12º      | 14.400   | 7º Q     | 86.600     | 11º Q |
| Victor Rosa      | 14.850   | 7º       | 13.900   | 14º      | 14.000   | 24º      | 15.650   | ?        | 14.650   | 9º Q     | 13.900   | 18º      | 86.950     | 9º Q  |
| Adan Santos      | 14.100   | 25º      | -        | -        | 14.600   | 14º      | 15.800   | ?        | 14.350   | 16º      | 11.500   | 44º      | 70.350     | 33º   |
|                  |          |          |          |          |          |          |          |          |          |          |          |          |            |       |
| Equipe masculina | 60.450   | 60.450   | 55.850   | 55.850   | 58.450   | 58.450   | 63.150   | 63.150   | 58.650   | 58.650   | 57.050   | 57.050   | 353.600    |       |

| Jade Barbosa      | 15.150 | 1º Q   | 15.000 | 5º Q   | 15.175 | 5º Q   | 15.325 | 1º Q   | 60.650  | 2º Q |  |  |  |  |
| Khiuani Dias      | 14.800 | ?      | 14.800 | 7º     | 14.550 | 10º    | 13.075 | 25º    | 57.225  | 9º   |  |  |  |  |
| Daniele Hypólito  | 13.900 | ?      | 14.550 | 9º     | 14.700 | 7º Q   | 14.600 | 6º     | 57.750  | 6º Q |  |  |  |  |
| Daiane dos Santos | -      | -      | -      | -      | -      | -      | 15.150 | 3º Q   | 15.150  | 52º  |  |  |  |  |
| Ana Silva         | 12.450 | ?      | 14.225 | 10º    | 14.225 | 17º    | -      | -      | 40.900  | 41º  |  |  |  |  |
| Laís Souza        | 14.925 | 2º Q   | 15.150 | 3º Q   | 14.600 | 9º     | 14.350 | 7º     | 59.025  | 4º Q |  |  |  |  |
|                   |        |        |        |        |        |        |        |        |         |      |  |  |  |  |
| Equipe feminina   | 58.775 | 58.775 | 59.500 | 59.500 | 59.025 | 59.025 | 59.425 | 59.425 | 236.725 |      |  |  |  |  |

Finais individuais
| Atleta           | Prova            | Qual.  | Qual. | Final  | Final |
| Atleta           | Prova            | Nota   | Pos.  | Nota   | Pos.  |
| ---------------- | ---------------- | ------ | ----- | ------ | ----- |
| Luiz dos Anjos   | Individual geral | 87.450 | 6º    | 86.350 | 8º    |
| Luiz dos Anjos   | Barras paralelas | 15.050 | 3º    | 14.575 | 7º    |
| Diego Hypólito   | Solo             | 15.900 | 1º    | 15.875 |       |
| Diego Hypólito   | Salto            | 16.100 | ?     | 16.162 |       |
| Danilo Nogueira  | Argolas          | 15.000 | 8º    | 14.575 | 7º    |
| Danilo Nogueira  | Cavalo com alças | 14.100 | 10º   | 14.250 | 7º    |
| Danilo Nogueira  | Barra fixa       | 14.450 | 4º    | 14.450 |       |
| Mosiah Rodrigues | Cavalo com alças | 14.250 | 9º    | 14.525 | 6º    |
| Mosiah Rodrigues | Solo             | 15.100 | 4º    | 15.000 | 5º    |
| Mosiah Rodrigues | Barra fixa       | 14.400 | 7º    | 14.625 |       |
| Mosiah Rodrigues | Individual geral | 86.600 | 11º   | 86.050 | 9º    |
| Victor Rosa      | Barras paralelas | 14.650 | 9º    | DNS    | DNS   |
| Victor Rosa      | Individual geral | 86.950 | 9º    | DNS    | DNS   |

| Atleta           | Prova               | Qual.  | Qual. | Final  | Final |
| Atleta           | Prova               | Nota   | Pos.  | Nota   | Pos.  |
| ---------------- | ------------------- | ------ | ----- | ------ | ----- |
| Jade Barbosa     | Individual geral    | 60.650 | 2º    | 59.325 | 4º    |
| Jade Barbosa     | Salto               | 15.150 | 1º    | 14.912 |       |
| Jade Barbosa     | Barras assimétricas | 15.000 | 5º    | DNS    | DNS   |
| Jade Barbosa     | Trave               | 15.175 | 5º    | 14.900 | 4º    |
| Jade Barbosa     | Solo                | 15.325 | 1º    | 15.025 |       |
| Khiuani Dias     | Individual geral    | 57.225 | 9º    | 55.625 | 9º    |
| Daniele Hypólito | Individual geral    | 57.750 | 6º    | 57.300 | 5º    |
| Daniele Hypólito | Trave               | 14.700 | 7º    | 15.375 |       |
| Daniele Hypólito | Solo                | 14.600 | 6º    | 13.525 | 7º    |
| Ana Silva        | Barras assimétricas | 14.225 | 10º   | 13.925 | 6º    |
| Laís Souza       | Salto               | 14.925 | 2º    | 14.625 |       |
| Laís Souza       | Barras assimétricas | 15.150 | 3º    | 15.100 |       |

### Ginástica de trampolim
| Atleta           | Prova     | Qual. | Qual. | Final | Final |
| Atleta           | Prova     | Nota  | Pos.  | Nota  | Pos.  |
| ---------------- | --------- | ----- | ----- | ----- | ----- |
| Giovanna Matheus | Feminino  | 62.00 | 3º    | 34.30 |       |
| Bruna Garambone  | Feminino  | 57.00 | 5º    | 4.40  | 8º    |
| Carlos Pala      | Masculino | 66.90 | 2º    | 35.20 | 5º    |
| Rafael Andrade   | Masculino | 49.10 | 6º    | 7.80  | 8º    |

### Ginástica rítmica
| Atleta                                                                                       | Elim.    | Elim.           | Elim.  | Elim. | Finais   | Finais   | Finais          | Finais          | Finais | Finais |
| Atleta                                                                                       | 5 cordas | 3 arcos 2 maças | Total  | Pos.  | 5 cordas | 5 cordas | 3 arcos 2 maças | 3 arcos 2 maças | Total  | Pos.   |
| Atleta                                                                                       | 5 cordas | 3 arcos 2 maças | Total  | Pos.  | Total    | Pos.     | Total           | Pos.            | Total  | Pos.   |
| -------------------------------------------------------------------------------------------- | -------- | --------------- | ------ | ----- | -------- | -------- | --------------- | --------------- | ------ | ------ |
| Daniela Leite Tayanne Mantovaneli Luisa Matsuo Marcela Menezes Nicole Müller Natália Sanchez | 14.800   | 14.800          | 29.600 | 1º    | 14.150   |          | 14.750          |                 | 28.900 |        |

| Atleta               | Elim.  | Elim.  | Elim.  | Elim.  | Elim.  | Elim. | Final  | Final  | Final  | Final  | Final  | Final |
| Atleta               | Corda  | Arco   | Maças  | Fita   | Total  | Pos.  | Corda  | Arco   | Maças  | Fita   | Total  | Pos.  |
| -------------------- | ------ | ------ | ------ | ------ | ------ | ----- | ------ | ------ | ------ | ------ | ------ | ----- |
| Angélica Kvieczynski | 14.225 | 13.275 | 13.775 | 11.775 | 53.050 | 4º    | 12.575 | 13.475 | 14.125 | 13.950 | 54.125 | 6º    |
| Ana Paula Scheffer   | 12.925 | 13.200 | 13.450 | 13.325 | 52.900 | 5º    | 13.325 | 13.925 | 12.200 | 13.525 | 52.975 | 8º    |

| Atleta               | Prova | Nota   | Pos. |
| -------------------- | ----- | ------ | ---- |
| Angélica Kvieczynski | Corda | 13.500 | 6º   |
| Angélica Kvieczynski | Arco  | 13.150 | 5º   |
| Angélica Kvieczynski | Maças | 13.650 | 6º   |
| Ana Paula Scheffer   | Corda | 13.400 | 7º   |
| Ana Paula Scheffer   | Arco  | 13.375 |      |
| Ana Paula Scheffer   | Maças | 13.800 | 4º   |
| Ana Paula Scheffer   | Fita  | 13.175 | 6º   |

### Handebol

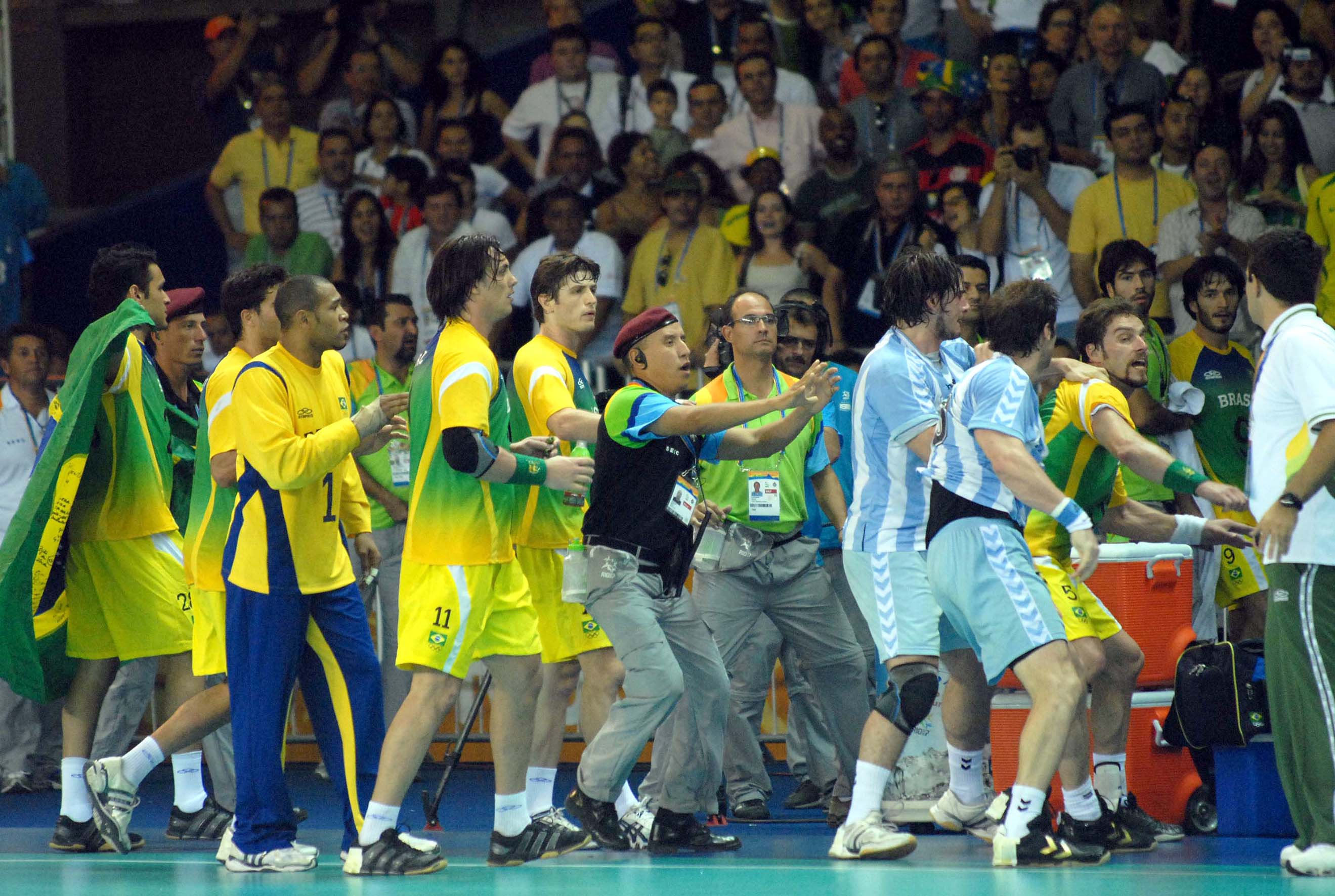
Briga entre brasileiros e argentinos marcou a final do handebol masculino.

Feminino
| Equipe | Fase de grupos                                         | Fase de grupos | Semifinal                        | Final                  | Pos. |
| Equipe | Adversário e resultado                                 | Pos.           | Adversário e resultado           | Adversário e resultado | Pos. |
| --- | ------------------------------------------------------ | -------------- | -------------------------------- | ---------------------- | ---- |
| Chana Masson Fabiana Diniz Alexandra Nascimento Fabiana Gripa Deonise Fachinello Daniela Piedade Aline Rosas Viviane Jacques Lucila Silva Juceli Rosa Idalina Mesquita Aline Santos Eduarda Amorim Millene Figueiredo Darly de Paula | MEX México V 38-15 CAN Canadá V 37-10 CUB Cuba V 32-28 | 1º (Gr. A)     | DOM República Dominicana V 46-13 | CUB Cuba V 30-17       |      |

Masculino
| Equipe | Fase de grupos                                        | Fase de grupos | Semifinal              | Final                  | Pos. |
| Equipe | Adversário e resultado                                | Pos.           | Adversário e resultado | Adversário e resultado | Pos. |
| --- | ----------------------------------------------------- | -------------- | ---------------------- | ---------------------- | ---- |
| Maik Santos Fernando Pacheco Filho Carlos Ertel Danilo Silva Renato Rui Bruno Souza Leonardo Bortolini Hélio Justino Jaqson Kojoroski Alexandre Vasconcelos Silvio Laureano Felipe Ribeiro Bruno Santana Jardel Pizzinatto Guilherme Oliveira | CHI Chile V 33-20 CAN Canadá V 31-12 CUB Cuba V 35-26 | 1º (Gr. A)     | URU Uruguai V 28-16    | ARG Argentina V 30-22  |      |

### Hipismo
Adestramento
| Atleta                                        | Cavalo              | Prova      | PSG    | PSG  | I1     | I1   | I1F    | I1F  | Res. Final | Res. Final |
| Atleta                                        | Cavalo              | Prova      | Pontos | Pos. | Pontos | Pos. | Pontos | Pos. | Pontos     | Pos.       |
| --------------------------------------------- | ------------------- | ---------- | ------ | ---- | ------ | ---- | ------ | ---- | ---------- | ---------- |
| Renata Costa                                  | Monty               | Individual | 65.400 | 8º   | 63.900 | 11º  | 64.200 | 12º  | 64.050     | 11º        |
| Rogério Clementino                            | Nilo Vo             | Individual | 64.750 | 11º  | 62.200 | 14º  | 65.000 | 11º  | 63.600     | 12º        |
| Luiza Almeida                                 | Samba               | Individual | 64.650 | 12º  | 62.100 | 15º  | 61.600 | 14º  | 61.850     | 15º        |
| Renata Costa Rogério Clementino Luiza Almeida | Monty Nilo Vo Samba | Equipes    |        |      |        |      |        |      | 64.933     |            |

Concurso Completo de Equitação
| Atleta                                                  | Cavalo                                           | Prova      | Adestramento | Adestramento | Cross-country | Cross-country | Cross-country | Saltos | Saltos | Saltos | Resultados Finais | Resultados Finais |
| Atleta                                                  | Cavalo                                           | Prova      | Pen.         | Pos.         | Pen.          | Total         | Pos.          | Pen.   | Total  | Pos.   | Total Pen.        | Pos.              |
| ------------------------------------------------------- | ------------------------------------------------ | ---------- | ------------ | ------------ | ------------- | ------------- | ------------- | ------ | ------ | ------ | ----------------- | ----------------- |
| Saulo Tristão                                           | Trotsie                                          | Individual | 65.80        | 24º          | 8.40          | 74.20         | 14º           | 0.00   | 74.20  | 7º     | 74.20             | 7º                |
| Renan Guerreiro                                         | Rodízio AA                                       | Individual | 62.30        | 18º          | 6.40          | 68.70         | 12º           | 8.00   | 76.70  | 9º     | 76.70             | 9º                |
| Serguei Fofanoff                                        | Ekus TW                                          | Individual | 62.70        | 20º          | 14.00         | 76.70         | 16º           | 0.00   | 76.70  | 10º    | 76.70             | 10º               |
| Fabrício Salgado                                        | Butterfly                                        | Individual | 61.50        | 17º          | 0.00          | 61.50         | 18º           | 16.00  | 77.50  | 11º    | 77.50             | 11º               |
| Carlos Paro                                             | Political Mandate                                | Individual | 54.00        | 9º           | 8.40          | 62.40         | 10º           | 19.00  | 81.40  | 14º    | 81.40             | 14º               |
| André Paro                                              | Land Heir                                        | Individual | 57.70        | 14º          | 49.20         | 106.90        | 17º           | 8.00   | 114.90 | 17º    | 114.90            | 17º               |
| Fabrício Salgado Carlos Paro Renan Guerreiro André Paro | Butterfly Political Mandate Rodízio AA Land Heir | Equipes    | 173.20       | 3º           | 19.40         | 192.60        | 3º            | 43.00  | 235.60 | 3º     | 235.60            |                   |

Saltos
| Atleta                                                   | Cavalo                                                  | Prova      | Qualificatória | Qualificatória | Final | Final | Final |
| Atleta                                                   | Cavalo                                                  | Prova      | Pen.           | Pos.           | Pen.  | Total | Pos.  |
| -------------------------------------------------------- | ------------------------------------------------------- | ---------- | -------------- | -------------- | ----- | ----- | ----- |
| Rodrigo Pessoa                                           | Rufus                                                   | Individual | 5.74           | 3º             | 0.00  | 5.74  |       |
| Pedro Veniss                                             | Un Blancs de Blanc                                      | Individual | 6.84           | 5º             | 4.00  | 10.84 | 5º    |
| Bernardo Alves                                           | Chupa Chup 2                                            | Individual | 9.09           | 6º             | 4.00  | 13.09 | 6º    |
| César Almeida                                            | Singular Joter II                                       | Individual | 19.66          | 10º            | 1.00  | 20.66 | 9º    |
| Rodrigo Pessoa Pedro Veniss Bernardo Alves César Almeida | Rufus Un Blancs de Blanc Chupa Chup 2 Singular Joter II | Equipes    | 5.67           | -              | 4.00  | 9.67  |       |

### Hóquei sobre a grama
Feminino
| Equipe | Fase de grupos                                         | Fase de grupos | Semifinal              | Final                  | Pos. |
| Equipe | Adversário e resultado                                 | Pos.           | Adversário e resultado | Adversário e resultado | Pos. |
| --- | ------------------------------------------------------ | -------------- | ---------------------- | ---------------------- | ---- |
| Ana Steinhäuser Ana Luisa Santos Andrea Bernardes Daione Mitchell Danielle Gonçalves Djeniffer Vasques Helena Bezerra Lisandra de Souza Liz de Abreu Mariana Bonifacino Patrícia Boos Tatiana Machado Thalita Cabral Thayse Neves Tiene de Moraes Virginia Kumvich | ARG Argentina D 0-21 CHI Chile D 0-9 URU Uruguai D 0-8 | 4º (Gr. A)     | Não avançou            | Não avançou            | 8º   |

Masculino
| Equipe | Fase de grupos                                                  | Fase de grupos | Semifinal              | Final                  | Pos. |
| Equipe | Adversário e resultado                                          | Pos.           | Adversário e resultado | Adversário e resultado | Pos. |
| --- | --------------------------------------------------------------- | -------------- | ---------------------- | ---------------------- | ---- |
| Afonso Motta Alexandre Nogueira Alexandre Cunha Augusto Felipe Bruno Souza Cássio Cardoso Daniel Alves Daniel Tatara Francisco Lima Guido Höck Hugo Burton Luciano Junior Luiz Henrique Oliver Höck Thiago dos Santos Willian Alba | ARG Argentina D 0-19 TRI Trinidad e Tobago D 1-8 CUB Cuba D 0-9 | 4º (Gr. A)     | Não avançou            | Não avançou            | 8º   |

### Judô
Masculino
| Atleta                  | Evento         | 1ª fase                         | Quartas de final                   | Semifinais                        | Repescagem             | Decisão dos bronzes             | Final                           | Pos. |
| Atleta                  | Evento         | Adversário e resultado          | Adversário e resultado             | Adversário e resultado            | Adversário e resultado | Adversário e resultado          | Adversário e resultado          | Pos. |
| ----------------------- | -------------- | ------------------------------- | ---------------------------------- | --------------------------------- | ---------------------- | ------------------------------- | ------------------------------- | ---- |
| Alexandre Lee           | Até 60 kg      | HON Kenny Godoy V 1001-0000     | CUB Yosmani Pike D 0000-0010       | Não avançou                       | Bye                    | PER Juan Postigos V 1021-0000   | Não avançou                     |      |
| João Derly              | Até 66 kg      | BOL Juan Gúzman V 1000-0000     | CUB Yordanis Arencibia V 0001-0000 | CHI Felipe Novoa V 1110-0000      | Não precisou disputar  | Não precisou disputar           | ECU Roberto Ibáñez V 0010-0001  |      |
| Leandro Guilheiro       | Até 73 kg      | HAI Josue Deprez V 1001-0001    | CAN Nicholas Tritton V 0100-0000   | CUB Ronald Girones V 1000-0001    | Não precisou disputar  | Não precisou disputar           | USA Ryan Reser D 0001-0020      |      |
| Flávio Canto            | Até 81 kg      | Bye                             | CUB Óscar Cárdenas V 0021-0011     | USA Travis Stevens D 0000-1000    | Bye                    | ESA Franklin Cisneiros D W.O.   | Não avançou                     | 5º   |
| Tiago Camilo            | Até 90 kg      |                                 | PUR Alexis Chiclana V 1010-0000    | USA Rick Hawn V 1000-0000         | Não precisou disputar  | Não precisou disputar           | CUB Jorge Benavides V 1000-0000 |      |
| Luciano Corrêa          | Até 100 kg     | ARG Orlando Baccino V 1110-0010 | MEX Sergio García V 1001-0000      | CUB Oreidis Despaigne D 0000-1000 | Bye                    | VEN Albenis Rosales V 1010-0001 | Não avançou                     |      |
| João Gabriel Schlittler | Mais de 100 kg | Bye                             | ARG Carlos Cisneiros V 1010-0000   | HAI Joel Brutus V 1010-0000       | Não precisou disputar  | Não precisou disputar           | CUB Óscar Brayson D GS          |      |

Feminino
| Atleta             | Evento        | 1ª fase                          | Quartas de final                   | Semifinais                       | Repescagem                                              | Decisão dos bronzes             | Final                            | Pos. |
| Atleta             | Evento        | Adversário e resultado           | Adversário e resultado             | Adversário e resultado           | Adversário e resultado                                  | Adversário e resultado          | Adversário e resultado           | Pos. |
| ------------------ | ------------- | -------------------------------- | ---------------------------------- | -------------------------------- | ------------------------------------------------------- | ------------------------------- | -------------------------------- | ---- |
| Daniela Polzin     | Até 48 kg     | Bye                              | HAI Gerdine Mathieu V 1000-0000    | ESA Zuleyma García V 0200-0000   | Não precisou disputar                                   | Não precisou disputar           | CUB Yanet Bermoy D 0000-1011     |      |
| Érika Miranda      | Até 52 kg     | Bye                              | CAN Aminata Sall V 1112-0010       | DOM María García V 1001-0001     | Não precisou disputar                                   | Não precisou disputar           | CUB Sheila Espinosa D 0000-0001  |      |
| Danielle Zangrando | Até 57 kg     | Bye                              | HAI Ange Jean-Baptiste V 1000-0001 | COL Yadinis Amaris V 1000-0000   | Não precisou disputar                                   | Não precisou disputar           | USA Valerie Gotay V 0001-0000    |      |
| Danielli Barbosa   | Até 63 kg     |                                  | PUR Jessica García V 0100-0021     | ARG Daniela Krukower V 1001-0000 | Não precisou disputar                                   | Não precisou disputar           | CUB Driulis González D 0000-0200 |      |
| Mayra Aguiar       | Até 70 kg     | ESA Veronica Mendoza V 0101-0001 | VEN María Rojas V 1000-0000        | CUB Onix Cortes V 0100-0000      | Não precisou disputar                                   | Não precisou disputar           | USA Ronda Rosey D 0001-1010      |      |
| Edinanci Silva     | Até 78 kg     |                                  | GUA Mirla Nolberto V 1000-0000     | ARG Lorena Briceño V 1000-0000   | Não precisou disputar                                   | Não precisou disputar           | CUB Yurisel Laborde V 1020-0001  |      |
| Priscila Marques   | Mais de 78 kg | ARG Ivis Dueñas D 0000-1000      | Não avançou                        | Não avançou                      | USA Asma Sharif V 1001-0000 CAN Olia Berger V 1000-0000 | VEN Giovanna Blanco V 1000-0000 | Não avançou                      |      |

### Levantamento de peso

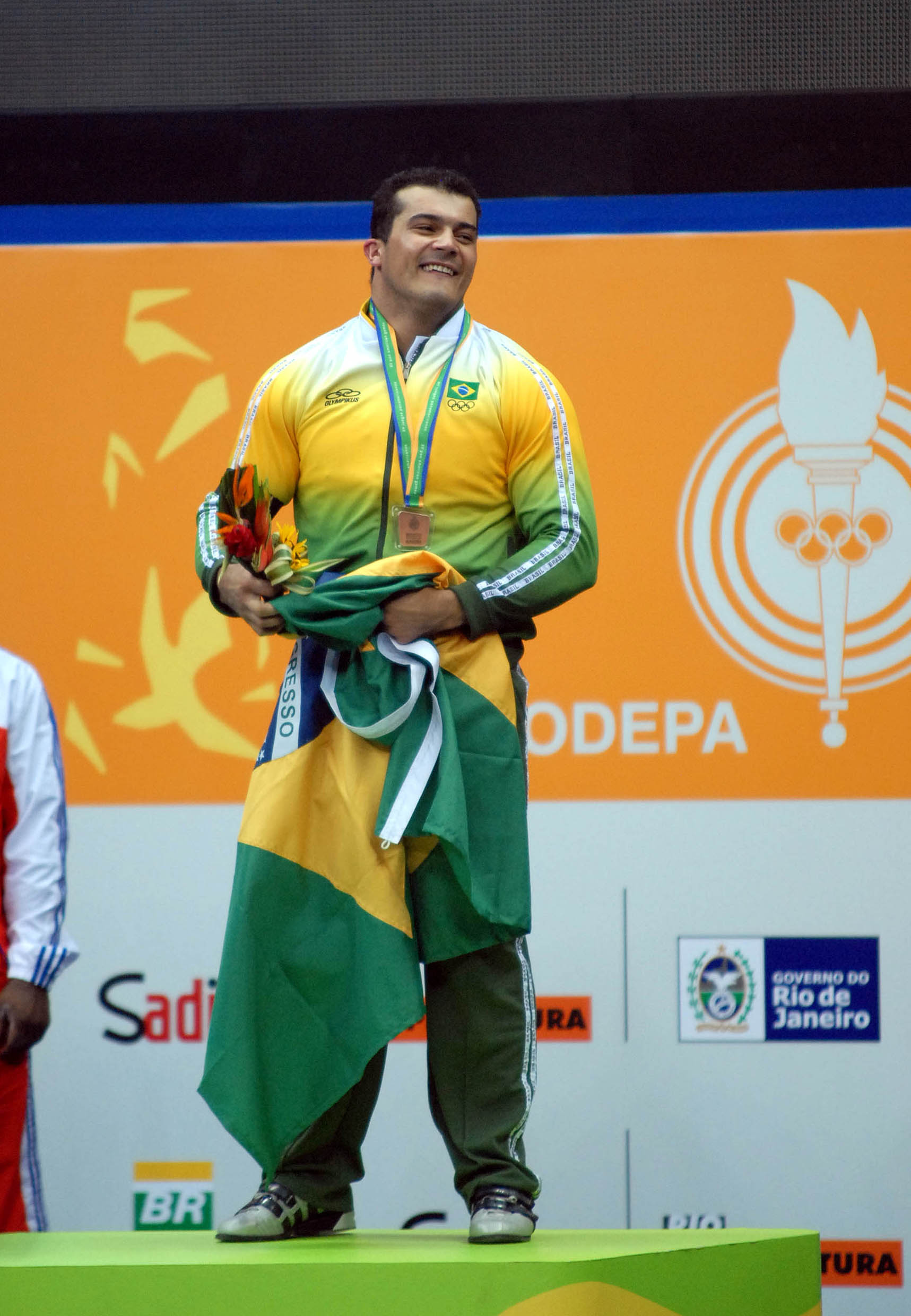
Fabrício Mafra subiu ao pódio para receber a medalha de bronze, mas foi desclassificado por doping.

Masculino
| Atleta             | Categoria       | Resultado (kg) | Resultado (kg) | Resultado (kg) | Posição |
| Atleta             | Categoria       | Arranque       | Arremesso      | Total          | Posição |
| ------------------ | --------------- | -------------- | -------------- | -------------- | ------- |
| Alexandre Hoffmann | Até 62 kg       | 104            | 127            | 231 kg         | 4º      |
| Welisson Silva     | Até 69 kg       | 133            | 165            | 298 kg         | 6º      |
| Rafael Andrade     | Até 85 kg       | 140            | 175            | 315 kg         | 7º      |
| Júlio Santiago     | Até 94 kg       | 140            | 170            | 310 kg         | 9º      |
| Fernando Reis      | Até 94 kg       | 140            | 164            | 304 kg         | 10º     |
| Fabrício Mafra     | Até 105 kg      | 151            | 187            | 338 kg         | 3º      |
| Bruno Brandão      | Até 105 kg      | 157            | 180            | 337 kg         | 5º      |
| Lauri Blair        | Acima de 105 kg | 165            | 200            | 365 kg         | 5º      |

Feminino
| Categoria           | Atleta    | Resultado (kg) | Resultado (kg) | Resultado (kg) | Posição |
| Categoria           | Atleta    | Arranque       | Arremesso      | Total          | Posição |
| ------------------- | --------- | -------------- | -------------- | -------------- | ------- |
| Aline Campeiro      | Até 48 kg | 70             | -              | DNF            | DNF     |
| Valdirene Laia      | Até 53 kg | 67             | 84             | 151 kg         | 6º      |
| Rosane Santos       | Até 53 kg | 67             | 77             | 144 kg         | 8º      |
| Eliane Silva        | Até 58 kg | 75             | 90             | 165 kg         | 10º     |
| Liliane Lacerda     | Até 63 kg | 90             | 106            | 196 kg         | 4º      |
| Jacqueline Ferreira | Até 69 kg | 90             | 109            | 199 kg         | 4º      |
| Fabiana dos Santos  | Até 69 kg | 88             | 107            | 195 kg         | 5º      |

### Lutas
Greco-romana
| Atleta             | Evento               | 1ª fase                     | Quartas de final                 | Semifinais                         | Repescagem                     | Final                      | Pos. |
| Atleta             | Evento               | Adversário e resultado      | Adversário e resultado           | Adversário e resultado             | Adversário e resultado         | Adversário e resultado     | Pos. |
| ------------------ | -------------------- | --------------------------- | -------------------------------- | ---------------------------------- | ------------------------------ | -------------------------- | ---- |
| Fábio Cunha        | Até 55 kg masculino  |                             | CUB Yagniel Hernandez D 0-6, 0-0 | Não avançou                        | DOM Jansel Ramirez D 0-3, 0-9  | Não avançou                | 5º   |
| Yuri Estevão       | Até 60 kg masculino  |                             | PER Mario Molina D 2-2, 1-1      | Não avançou                        | Não avançou                    | Não avançou                | 7º   |
| Renato Migliaccio  | Até 66 kg masculino  | USA Harry Lester D 6-0, 6-0 | Não avançou                      | Não avançou                        | MEX Ulises Barragan D 6-0, 2-2 | Não avançou                | 7º   |
| Felipe Macedo      | Até 74 kg masculino  |                             | DOM Hansel Mercedes V 5-4, 5-4   | PER Sixto Barrera D 0-6, 0-6       | ECU Marcelo Mina V 6-0, 2-2    | Não avançou                |      |
| Marcelo Gomes      | Até 84 kg masculino  |                             | CUB Yunior Estrada D 0-7, 0-8    | Não avançou                        | Não avançou                    | Não avançou                | 8º   |
| Luiz Fernandes     | Até 96 kg masculino  |                             |                                  | MEX Oscar Aguillar V 1-1, 1-1, 3-0 |                                | USA Justin Ruiz D 0-7, 0-3 |      |
| Rodrigo Artilheiro | Até 120 kg masculino |                             | DOM Carlos Felix V 1-1, 4-0, 5-0 | CUB Mijail Lopez D 0-7, 0-7        | VEN Rafael Barreno D 0-4, 0-3  | Não avançou                | 5º   |

Livre
| Atleta              | Evento               | 1ª fase                | Quartas de final                  | Semifinais                    | Repescagem                     | Final                  | Pos. |
| Atleta              | Evento               | Adversário e resultado | Adversário e resultado            | Adversário e resultado        | Adversário e resultado         | Adversário e resultado | Pos. |
| ------------------- | -------------------- | ---------------------- | --------------------------------- | ----------------------------- | ------------------------------ | ---------------------- | ---- |
| Susana Santos       | Até 48 kg feminino   |                        | VEN Mayelis Caripa D 0-4, 0-3     | Não avançou                   | Não avançou                    | Não avançou            | 8º   |
| Joice Silva         | Até 55 kg feminino   | Bye                    | CAN Tonya Verbeek D 1-7, 0-8      | Não avançou                   | Não avançou                    | Não avançou            | 8º   |
| Caroline Cardoso    | Até 63 kg feminino   | Bye                    | CUB Candida de Armas D 3-0, 1-0   | Não avançou                   | Não avançou                    | Não avançou            | 9º   |
| Rosângela Conceição | Até 72 kg feminino   |                        | Bye                               | USA Kristie Marano D 0-3, 0-1 | DOM Sulmira Brea V 3-0, 1-0    | Não avançou            |      |
| Vinícius Pedrosa    | Até 55 kg masculino  |                        | ECU Carlos Vásquez V 5-0, 7-3     | USA Henry Cejudo D 0-3, 0-6   | COL Freddy Serrano D 0-7, 1-4  | Não avançou            | 5º   |
| Waldeci Silva       | Até 60 kg masculino  | Bye                    | CUB Yandro Quintana D 0-6, 0-6    | Não avançou                   | VEN Tomas Solorzano D 0-4, 0-7 | Não avançou            | 5º   |
| Raoni Barcelos      | Até 66 kg masculino  |                        | PUR Pedro Soto D 1-1, 1-5         | Não avançou                   | Não avançou                    | Não avançou            | 8º   |
| Renato Pimenta      | Até 74 kg masculino  |                        | CHI Nibaldo Candia V 2-0, 1-0     | CUB Ivan Fundora D 0-3, 0-0   | COL Wilson Medina D 0-6, 0-6   | Não avançou            | 5º   |
| Adrian Jaoude       | Até 84 kg masculino  | Bye                    | CUB Roerlandy Zuñiga D 0-3, 0-2   | Não avançou                   | Não avançou                    | Não avançou            | 7º   |
| Antoine Jaoude      | Até 96 kg masculino  |                        | ESA William Serrano V 3-1, 4-0    | VEN Luis Vivenes D 3-5, 0-5   | CAN Myke Neufeld D 0-0, 0-0    | Não avançou            | 5º   |
| Diego Rodrigues     | Até 120 kg masculino |                        | CAN Arjan Bhullar D 3-3, 0-1, 0-3 | Não avançou                   | Não avançou                    | Não avançou            | 7º   |

### Nado sincronizado
| Atletas | Prova  | Elim.         | Elim. | Final         | Final |
| Atletas | Prova  | Res.          | Pos.  | Res.          | Pos.  |
| --- | ------ | ------------- | ----- | ------------- | ----- |
| Caroline Hildebrandt Lara Teixeira | Dueto  | 90.167 pontos | 3º    | 90.067 pontos |       |
| Nayara Figueira Michelle Frota Caroline Hildebrandt Glaucia Souza Giovana Stephan Lara Teixeira Pamela Nogueira Beatriz Feres Branca Feres | Equipe | 44.833 pontos | 3º    | 45.917 pontos |       |

### Natação

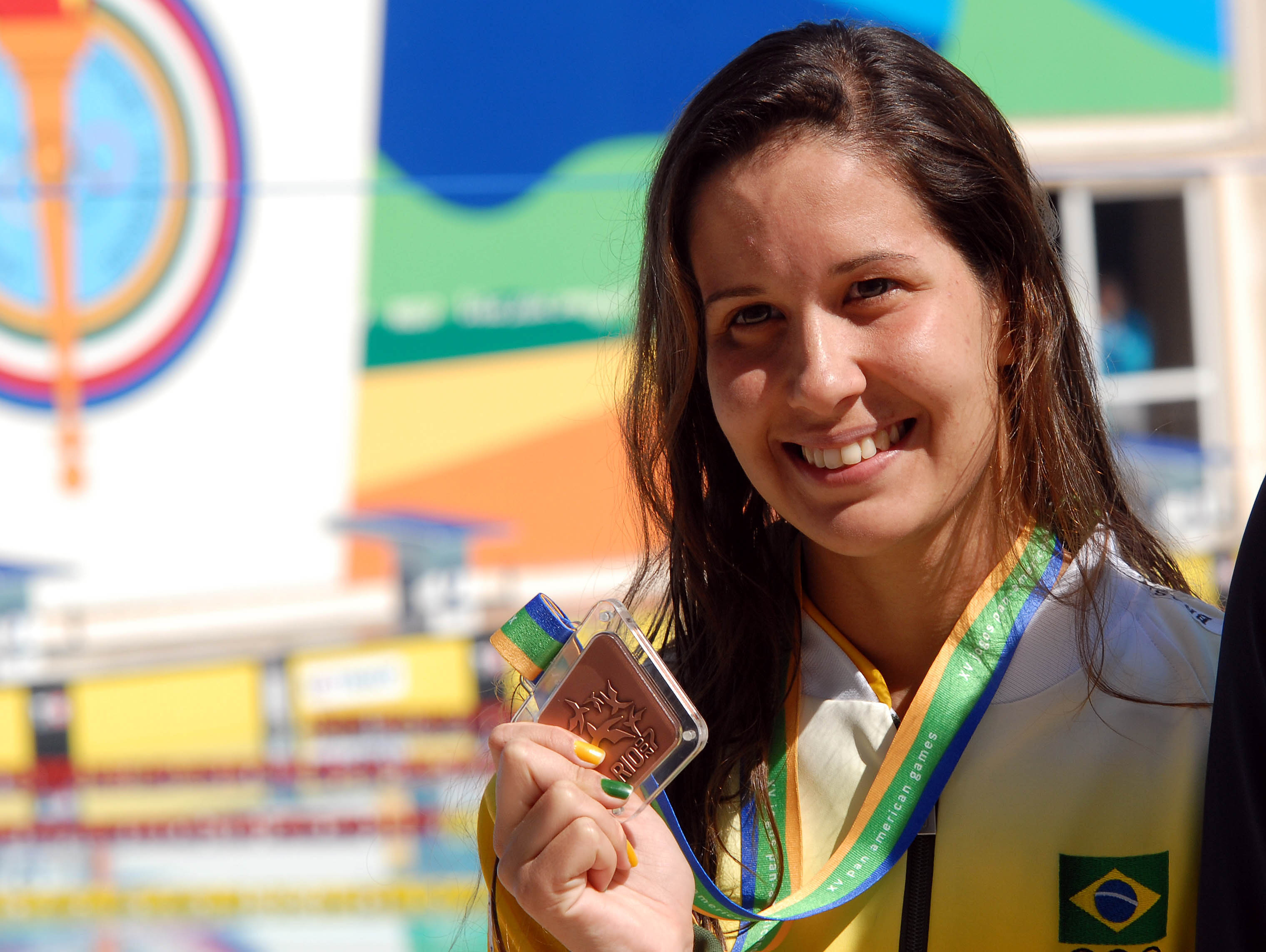
Monique Ferreira, ganhadora de duas medalhas de bronze.

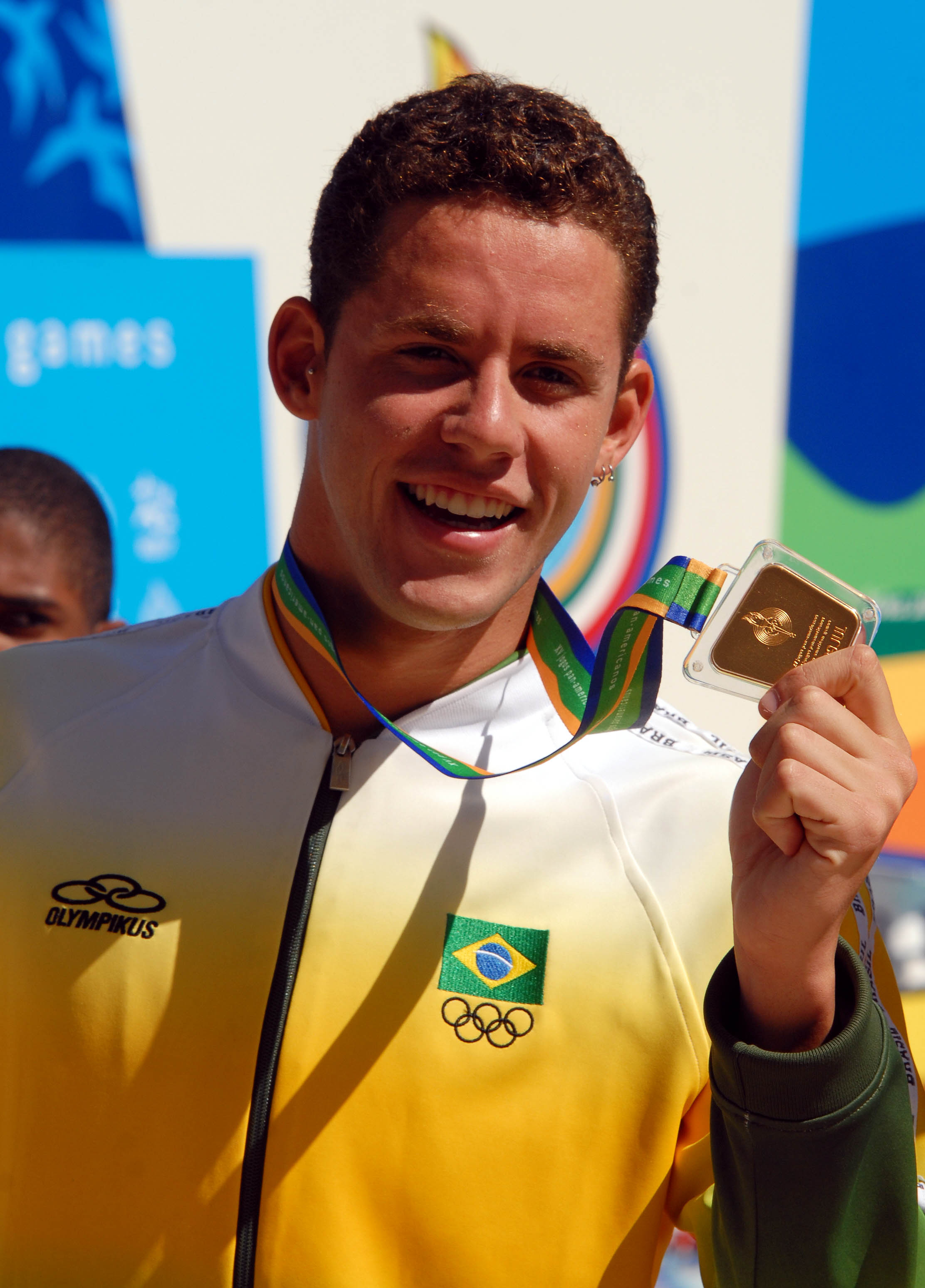
Thiago Pereira, ganhador de oito medalhas, seis delas de ouro.

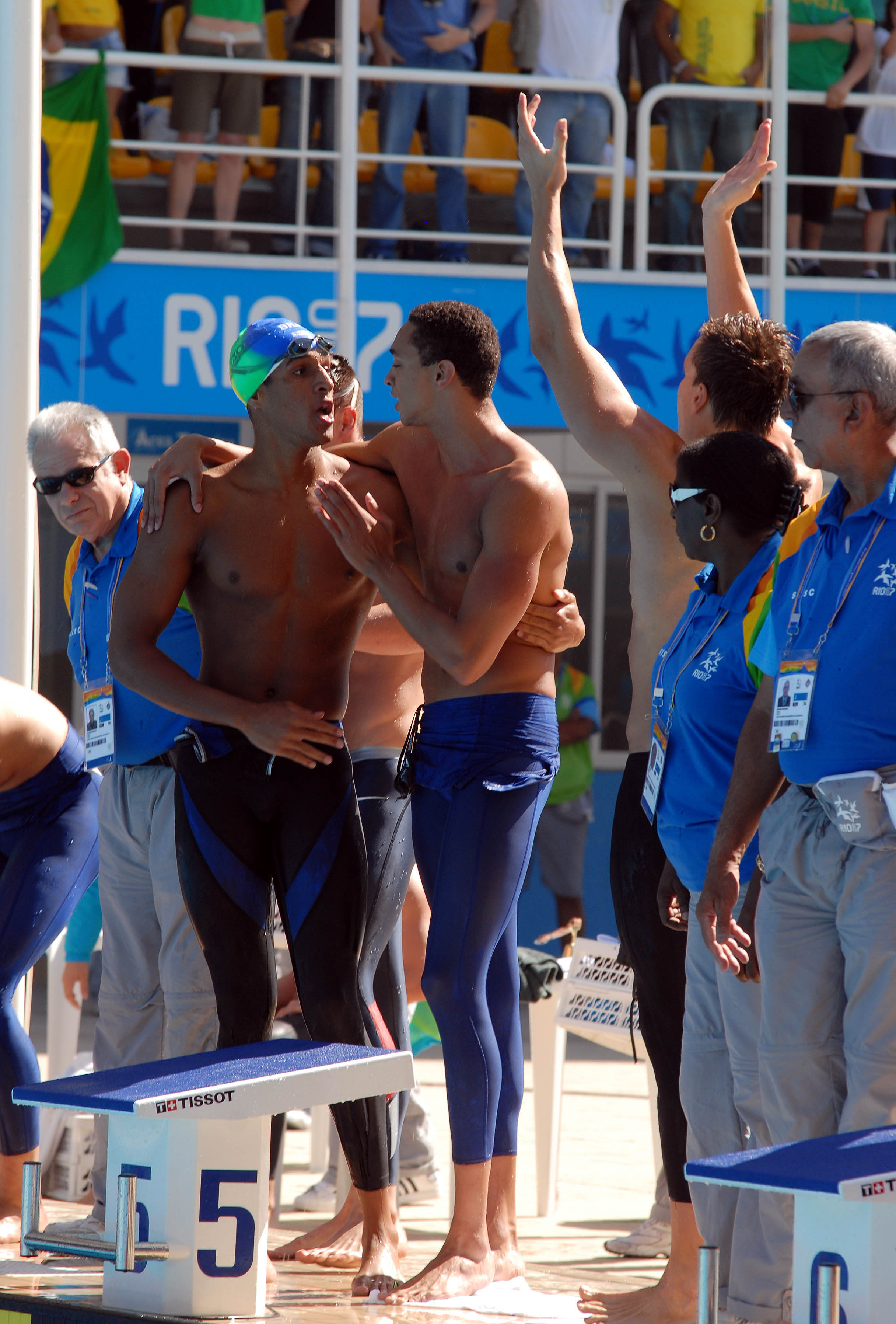
Equipe brasileira comemora a medalha de ouro nos 4x100m medley.

Feminino
| Atleta | Prova          | Elim.   | Elim. | Semifinal | Semifinal | Final       | Final       |
| Atleta | Prova          | Tempo   | Pos.  | Tempo     | Pos.      | Tempo       | Pos.        |
| --- | -------------- | ------- | ----- | --------- | --------- | ----------- | ----------- |
| Flávia Delaroli | 50m livre      | 25.35   | 1º    | 25.34     | 3º        | 25.52       |             |
| Rebeca Gusmão | 50m livre      | 25.60   | 4º    | 25.26     | 2º        | 25.52       | 1º          |
| Flávia Delaroli | 100m livre     | 58.59   | 12º   | 56.40     | 2º        | 55.84       |             |
| Rebeca Gusmão | 100m livre     | 56.86   | 2º    | 55.76     | 1º        | 55.17       | 1º          |
| Monique Ferreira | 200m livre     | 2:04.27 | 6º    | 2:03.49   | 5º        | 2:01.38     |             |
| Manuella Lyrio | 200m livre     | 2:05.95 | 11º   | 2:06.85   | 10º       | Não avançou | Não avançou |
| Monique Ferreira | 400m livre     | 4:16.30 | 7º    |           |           | 4:14.54     | 5º          |
| Manuella Lyrio | 400m livre     | 4:23.04 | 13º   |           |           | Não avançou | Não avançou |
| Nayara Ribeiro | 800m livre     |         |       |           |           | 9:09.11     | 10º         |
| Fabíola Molina | 100m costas    | 1:04.13 | 7º    | 1:02.26   | 2º        | 1:02.18     |             |
| Fernanda Alvarenga | 100m costas    | 1:06.15 | 12º   | 1:06.60   | 12º       | Não avançou | Não avançou |
| Fernanda Alvarenga | 200m costas    | 2:22.39 | 8º    | 2:22.09   | 9º        | Não avançou | Não avançou |
| Paula Baracho | 200m costas    | 2:23.48 | 9º    | 2:20.20   | 8º        | 2:21.05     | 8º          |
| Tatiane Sakemi | 100m peito     | 1:11.97 | 6º    | 1:11.74   | 6º        | 1:12.35     | 6º          |
| Mariana Katsuno | 100m peito     | 1:13.23 | 10º   | 1:14.15   | 11º       | Não avançou | Não avançou |
| Tatiane Sakemi | 200m peito     | 2:35.69 | 5º    | 2:35.34   | 6º        | 2:36.17     | 7º          |
| Veruska Clednev | 200m peito     | 2:41.54 | 9º    | 2:44.03   | 12º       | Não avançou | Não avançou |
| Daiene Dias | 100m borboleta | 1:00.79 | 3º    | 1:00.48   | 3º        | 1:00.83     | 4º          |
| Gabriella Silva | 100m borboleta | 1:01.46 | 4º    | 1:01.49   | 4º        | 1:00.50     |             |
| Daiene Dias | 200m borboleta | 2:19.58 | 8º    | 2:16.97   | 5º        | 2:13.35     |             |
| Larissa Cieslak | 200m borboleta | 2:21.77 | 11º   | 2:21.04   | 8º        | Não avançou | Não avançou |
| Joanna Maranhão | 200m medley    | 2:20.72 | 3º    |           |           | 2:16.99     | 4º          |
| Lilian Cerroni | 200m medley    | 2:22.27 | 6º    |           |           | 2:23.73     | 6º          |
| Joanna Maranhão | 400m medley    | 4:46.04 | 2º    |           |           | 4:47.54     | 4º          |
| Larissa Cieslak | 400m medley    | 5:04.27 | 8º    |           |           | 5:03.67     | 8º          |
| Tatiana Lemos Flávia Delaroli Monique Ferreira Rebeca Gusmão Manuella Lyrio*                                                   | 4x100m livre   | 3:54.25 | 3º    |           |           | 3:42.96     | 2º          |
| Tatiana Lemos Paula Baracho Monique Ferreira Manuella Lyrio Joanna Maranhão*                                                   | 4x200m livre   | 8:17.47 | 2º    |           |           | 8:13.15     |             |
| Fabíola Molina Tatiane Sakemi Daiene Dias Rebeca Gusmão Fernanda Alvarenga* Mariana Katsuno* Gabriella Silva* Flávia Delaroli* | 4x100m medley  | 4:25.24 | 4º    |           |           | 4:09.27     | 3º          |
| Poliana Okimoto | Maratona 10 km |         |       |           |           | 2:13:48.4   |             |
| Ana Marcela Cunha | Maratona 10 km |         |       |           |           | 2:17:12.2   | 7º          |

Masculino
| Atleta | Prova          | Elim.   | Elim. | Semifinal | Semifinal | Final       | Final       |
| Atleta | Prova          | Tempo   | Pos.  | Tempo     | Pos.      | Tempo       | Pos.        |
| --- | -------------- | ------- | ----- | --------- | --------- | ----------- | ----------- |
| Nicholas Santos | 50m livre      | 22.20   | 1º    | 22.42     | 2º        | 22.18       |             |
| César Cielo | 50m livre      | 22.88   | 5º    | 22.18     | 1º        | 21.84       |             |
| Eduardo Deboni | 100m livre     | 50.09   | 4º    | 50.01     | 7º        | 49.95       | 4º          |
| César Cielo | 100m livre     | 49.95   | 3º    | 49.37     | 1º        | 48.79       |             |
| Nicolas Oliveira | 200m livre     | 1:53.73 | 12º   | 1:50.58   | 4º        | 1:49.49     | 4º          |
| Rodrigo Castro | 200m livre     | 1:50.01 | 1º    | 1:49.96   | 1º        | 1:49.60     | 5º          |
| Armando Negreiros | 400m livre     | 3:51.72 | 2º    |           |           | 3:51.18     |             |
| Felipe Araújo | 400m livre     | 3:57.34 | 5º    |           |           | 3:55.93     | 4º          |
| Luiz Arapiraca | 1500m livre    |         |       |           |           | 15:39.32    | 5º          |
| Armando Negreiros | 1500m livre    |         |       |           |           | 15:50.23    | 8º          |
| Thiago Pereira | 100m costas    | 56.71   | 4º    | 56.19     | 4º        | 54.75       |             |
| Leonardo Guedes | 100m costas    | 57.15   | 8º    | 56.37     | 6º        | 56.13       | 5º          |
| Thiago Pereira | 200m costas    | 2:02.60 | 5º    |           |           | 1:58.42     |             |
| Lucas Salatta | 200m costas    | 2:00.04 | 3º    |           |           | 1:59.51     |             |
| Henrique Barbosa | 100m peito     | 1:02.53 | 4º    | 1:01.47   | 2º        | 1:01.93     | 4º          |
| Felipe Lima | 100m peito     | 1:03.84 | 9º    | 1:03.02   | 6º        | 1:02.65     | 5º          |
| Henrique Barbosa | 200m peito     | 2:20.16 | 5º    | 2:17.44   | 2º        | 2:13.83     |             |
| Thiago Pereira | 200m peito     | 2:18.58 | 3º    | 2:17.64   | 5º        | 2:13.51     |             |
| Kaio Márcio | 100m borboleta | 53.05   | 3º    | 53.02     | 2º        | 52.05       |             |
| Gabriel Mangabeira | 100m borboleta | 53.21   | 4º    | 52.94     | 1º        | 52.43       |             |
| Kaio Márcio | 200m borboleta | 2:00.56 | 4º    | 1:57.99   | 1º        | 1:55.45     |             |
| Lucas Salatta | 200m borboleta | 2:03.58 | 13º   | 2:01.22   | 10º       | Não avançou | Não avançou |
| Thiago Pereira | 200m medley    | 2:04.23 | 4º    | 2:02.00   | 2º        | 1:57.79     |             |
| Diogo Yabe | 200m medley    | 2:05.08 | 9º    | 2:03.35   | 6º        | 2:05.72     | 8º          |
| Thiago Pereira | 400m medley    | 4:18.93 | 1º    |           |           | 4:11.14     |             |
| Diogo Yabe | 400m medley    | 4:25.72 | 7º    |           |           | 4:25.18     | 4º          |
| Fernando Silva Eduardo Deboni Nicolas Oliveira César Cielo Nicholas Santos* Thiago Pereira*                             | 4x100m livre   | 3:19.65 | 2º    |           |           | 3:15.90     |             |
| Thiago Pereira Rodrigo Castro Lucas Salatta Nicolas Oliveira                                                            | 4x200m livre   |         |       |           |           | 7:12.27     |             |
| Thiago Pereira Henrique Barbosa Kaio Márcio César Cielo Lucas Salatta* Felipe Lima* Gabriel Mangabeira* Eduardo Deboni* | 4x100m medley  | 3:47.72 | 3º    |           |           | 3:35.81     |             |
| Allan do Carmo | Maratona 10 km |         |       |           |           | 2:03:53.7   |             |
| Marcelo Soares | Maratona 10 km |         |       |           |           | 2:07:38.4   | 9º          |

* - Nadaram apenas as eliminatórias.

### Patinação artística
| Atleta          | Evento    | Elim. | Elim. | Final | Final |
| Atleta          | Evento    | Res.  | Pos.  | Res.  | Pos.  |
| --------------- | --------- | ----- | ----- | ----- | ----- |
| Marcel Stürmer  | Masculino | 95.1  | 1º    | 389.1 |       |
| Juliana Almeida | Feminino  | 77.0  | 4º    | 341.6 |       |

### Patinação de velocidade
Distância combinada
| Atleta         | Prova     | 10000m por pontos | 15000m combinado | 20000m eliminação | Total | Pos. |
| -------------- | --------- | ----------------- | ---------------- | ----------------- | ----- | ---- |
| Thalita Arroyo | Feminino  | 5 pts.            | 2 pts.           | 4 pts.            | 11    | 10º  |
| Douglas Donato | Masculino | 3 pts.            | 3 pts.           | 5 pts.            | 11    | 10º  |

Velocidade combinada
| Atleta        | Prova     | 300m   | 500m   | 1000m combinado | Total | Pos. |
| ------------- | --------- | ------ | ------ | --------------- | ----- | ---- |
| Eliete Reis   | Feminino  | 5 pts. | 2 pts. | 2 pts.          | 9     | 11º  |
| Rafael Romano | Masculino | 5 pts. | 3 pts. | 2 pts.          | 10    | 9º   |

### Pentatlo moderno
| Atleta         | Evento    | Resultado | Resultado | Resultado | Resultado | Resultado | Total | Pos. |
| Atleta         | Evento    | Tiro      | Esgrima   | Natação   | Saltos    | Corrida   | Total | Pos. |
| -------------- | --------- | --------- | --------- | --------- | --------- | --------- | ----- | ---- |
| Daniel Santos  | Masculino | 860       | 1040      | 1196      | 1144      | 892       | 5140  | 8º   |
| Wagner Romão   | Masculino | 952       | 840       | 1216      | 1084      | 984       | 5076  | 10º  |
| Yane Marques   | Feminino  | 1024      | 1216      | 1304      | 1032      | 908       | 5484  |      |
| Larissa Lellys | Feminino  | 772       | 820       | 1192      | 1116      | 992       | 4892  | 8º   |

### Polo aquático
Feminino
| Equipe | Primeira fase                                                                                        | Primeira fase | Semifinal              | Final                  | Pos. |
| Equipe | Adversário e resultado                                                                               | Pos.          | Adversário e resultado | Adversário e resultado | Pos. |
| --- | --- | ------------- | ---------------------- | ---------------------- | ---- |
| Ana Carolina Vasconcelos Andréa Henriques Camila Pedrosa Catherine Amanda Oliveira Cecília Canetti Flavia Fernandes Fernanda Lissoni Luiza Carvalho Manuela Canetti Marina Canetti Melina Teno Tess Oliveira Viviane Costa | CAN Canadá D 2-5 VEN Venezuela V 20-4 PUR Porto Rico V 7-6 USA Estados Unidos D 3-10 CUB Cuba V 10-5 | 3º            | CAN Canadá D 5-6       | CUB Cuba D 5-6         | 4º   |

Masculino
| Equipe | Fase de grupos                                                    | Fase de grupos | Semifinal              | Final                    | Pos. |
| Equipe | Adversário e resultado                                            | Pos.           | Adversário e resultado | Adversário e resultado   | Pos. |
| --- | ----------------------------------------------------------------- | -------------- | ---------------------- | ------------------------ | ---- |
| André Cordeiro André Raposo Bruno Nolasco Daniel Mameri Erik Seegerer Felipe Franco Felipe Santos Silva Gabriel Reis Rocha Leandro Machado Lucas Vitta Luis Capelache Roberto Seabra Vicente Henriques | USA Estados Unidos D 6-12 PUR Porto Rico V 17-4 MEX México V 12-8 | 2º (Gr. A)     | CAN Canadá V 10-6      | USA Estados Unidos D 2-9 |      |

### Remo

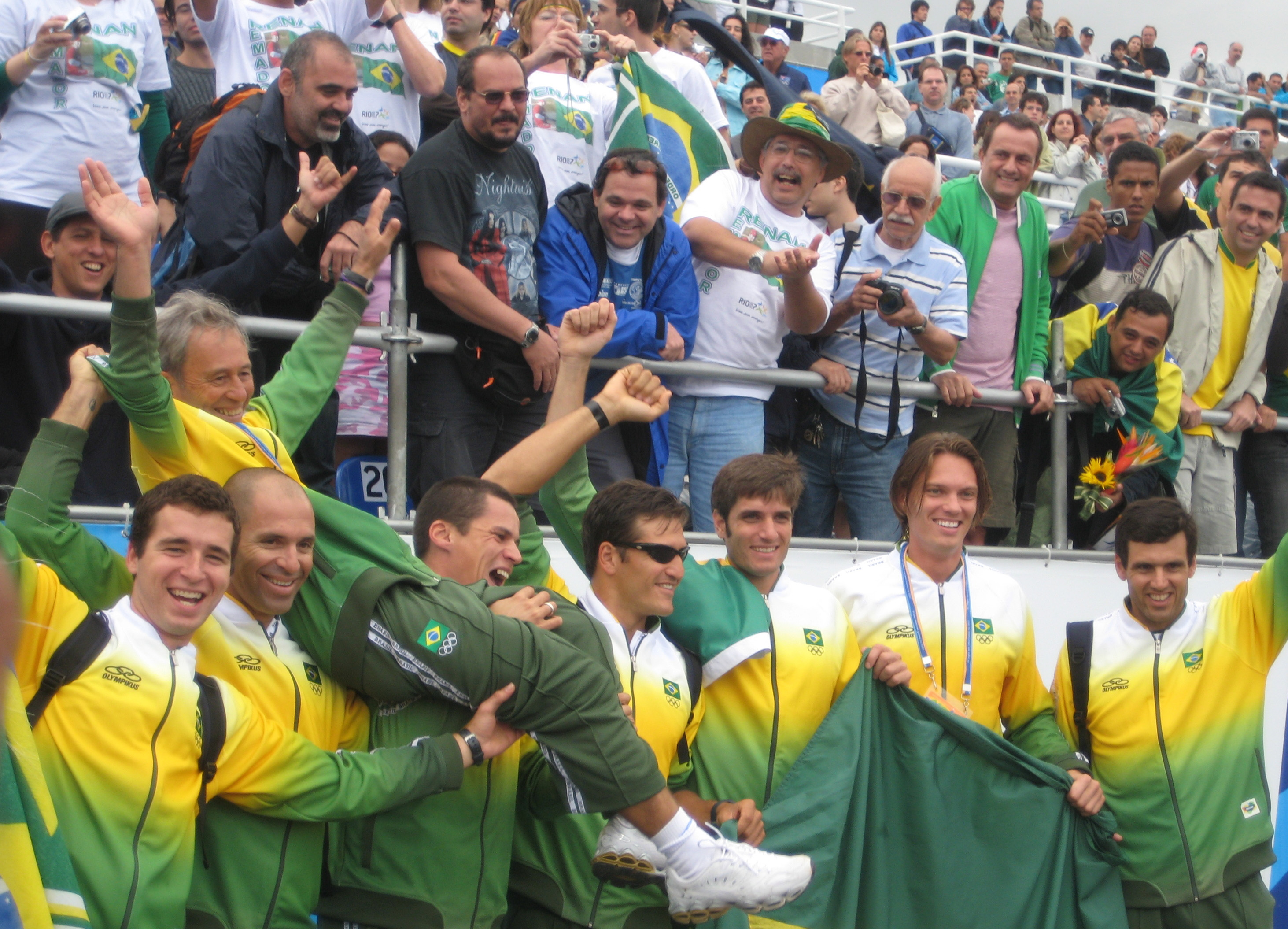
Equipe do oito com masculino comemora a medalha de prata.

| Atleta | Prova                           | Elim.   | Elim.     | Repescagem | Repescagem | Final   | Final |
| Atleta | Prova                           | Tempo   | Pos.      | Tempo      | Pos.       | Tempo   | Pos.  |
| --- | ------------------------------- | ------- | --------- | ---------- | ---------- | ------- | ----- |
| Marcelus Silva | Skiff simples masculino         | 7:28.31 | 2º/bat. 1 | 7:20.61    | 2º/rep. 1  | 7:05.47 |       |
| José Sobral Júnior Thiago Gomes | Skiff duplo peso leve masculino | 6:38.66 | 2º/bat. 1 | 6:46.44    | 1º/rep. 1  | 6:30.81 | 4º    |
| Jairo Klug Marco Martins João Soares Júnior José Rangel                                                                                    | Skiff quádruplo masculino       | 6:26.60 | 4º        |            |            | 7:22.65 | 5º    |
| Anderson Nocetti Allan Bitencourt | Dois sem masculino              | 6:54.97 | 4º        |            |            | 6:38.16 |       |
| Renan Castro Alexandre Ribas Leandro Tozzo Gibran Cunha                                                                                    | Quatro sem masculino            | 6:26.76 | 3º        |            |            | 6:27.07 | 6º    |
| Ronaldo Vargas Leandro Ferreira Thiago Almeida Alexis Mestre                                                                               | Quatro sem peso leve masculino  | 6:30.41 | 2º/bat. 2 | 6:36.52    | 1º         | 7:04.59 | 4º    |
| Renan Castro Alexandre Ribas Leandro Tozzo Gibran Cunha José Roberto Júnior Marcelus Silva Anderson Nocetti Allan Bitencourt Nilton Alonco | Oito com masculino              | 6:20.71 | 2º        |            |            | 6:33.36 |       |
| Camila Carvalho Luciana Granato | Skiff duplo peso leve feminino  | 7:29.98 | 2º/bat. 1 | 7:43.42    | 4º         | 7:37.16 | 6º    |
| Kissya Costa Renata Gorgen Mônica Anversa Fabiana Beltrame                                                                                 | Skiff quádruplo feminino        | 7:07.13 | 4º        |            |            | 8:15.81 | 5º    |

### Squash
Simples
| Atleta              | Evento    | Fase de 32                | Oitavas de final            | Quartas de final           | Semifinais             | Final                  | Pos. |
| Atleta              | Evento    | Adversário e resultado    | Adversário e resultado      | Adversário e resultado     | Adversário e resultado | Adversário e resultado | Pos. |
| ------------------- | --------- | ------------------------- | --------------------------- | -------------------------- | ---------------------- | ---------------------- | ---- |
| Karen Redfern       | Feminino  |                           | MEX Nayelli Hernandez V 3-0 | CAN Runa Reta D 0-3        | Não avançou            | Não avançou            | 5º   |
| Thaísa Serafini     | Feminino  |                           | Bye                         | CAN Alana Miller D 0-3     | Não avançou            | Não avançou            | 5º   |
| Ronivaldo Conceição | Masculino | ARG Rodrigo Pezzota V 3-0 | COL Bernardo Samper D 1-3   | Não avançou                | Não avançou            | Não avançou            | 9º   |
| Rafael Alarcon      | Masculino | Bye                       | PER Jose Elias V 3-0        | COL Miguel Rodríguez D 1-3 | Não avançou            | Não avançou            | 9º   |

Equipes
| Atletas                                            | Evento    | Fase de grupos                                        | Fase de grupos | Semifinais             | Final                  | Pos. |
| Atletas                                            | Evento    | Adversário e resultado                                | Pos.           | Adversário e resultado | Adversário e resultado | Pos. |
| -------------------------------------------------- | --------- | ----------------------------------------------------- | -------------- | ---------------------- | ---------------------- | ---- |
| Karen Redfern Thaísa Serafini Mariana Pontalti     | Feminino  | COL Colômbia D 1-2 USA Estados Unidos D 0-3           | 3º (Gr. A)     | Não avançou            | Não avançou            | 5º   |
| Ronivaldo Conceição Rafael Alarcon Luciano Barbosa | Masculino | VEN Venezuela V 3-0 PER Peru V 3-0 COL Colômbia V 2-1 | 1º (Gr. C)     | CAN Canadá D 0-2       | Não avançou            |      |

### Saltos ornamentais
| Atleta                      | Evento                                | Elim.  | Elim. | Final  | Final |
| Atleta                      | Evento                                | Pts.   | Pos.  | Pts.   | Pos.  |
| --------------------------- | ------------------------------------- | ------ | ----- | ------ | ----- |
| Juliana Veloso              | Trampolim 3m individual feminino      | 275,10 | 7º    | 326,90 | 4º    |
| Milena Sae                  | Trampolim 3m individual feminino      | 256,70 | 9º    | 249,70 | 11º   |
| César Castro                | Trampolim 3m individual masculino     | 457,65 | 3º    | 492,70 |       |
| Cassius Duran               | Trampolim 3m individual masculino     | 384,80 | 11º   | 364,80 | 12º   |
| Juliana Veloso Tammy Takagi | Trampolim 3m sincronizado feminino    |        |       | 273,30 | 4º    |
| César Castro Cassius Duran  | Trampolim 3m sincronizado masculino   |        |       | 373,98 | 6º    |
| Juliana Veloso              | Plataforma 10m individual feminino    | 353,80 | 3º    | 356,25 |       |
| Milena Sae                  | Plataforma 10m individual feminino    | 276,60 | 9º    | 267,40 | 10º   |
| Hugo Parisi                 | Plataforma 10m individual masculino   | 432,45 | 6º    | 456,60 | 5º    |
| Cassius Duran               | Plataforma 10m individual masculino   | 416,60 | 8º    | 423,40 | 7º    |
| Evelyn Winkler Milena Sae   | Plataforma 10m sincronizado feminino  |        |       | 265,95 | 5º    |
| Hugo Parisi Cassius Duran   | Plataforma 10m sincronizado masculino |        |       | 415,41 | 4º    |

### Softbol
| Equipe | Fase de grupos                                             | Fase de grupos | Segunda fase                              | Finais                 | Pos. |
| Equipe | Adversário e resultado                                     | Pos.           | Adversário e resultado                    | Adversário e resultado | Pos. |
| --- | ---------------------------------------------------------- | -------------- | ----------------------------------------- | ---------------------- | ---- |
| Tathiane Misawa Mariana Abe Simone Suestugu Katia Abe Maria Tanaka Martha Murazawa Vivian Morimoto Miriam Someya Camila Ariki Márcia Misuzhima Nilze Higa Simore Miyahira Patrícia Sugino Juliana Shibata Cynthia Takahashi Elayne Simon Cinthia Kudo | USA Estados Unidos D 0-7 CUB Cuba D 0-1 COL Colômbia D 0-2 | 4º (Gr. A)     | Disputa do 7º lugar: PUR Porto Rico V 1-0 | Não avançou            | 7º   |

### Taekwondo
| Atleta             | Evento                  | Oitavas de final             | Quartas de final            | Semifinais              | Final                          | Pos. |
| Atleta             | Evento                  | Adversário e resultado       | Adversário e resultado      | Adversário e resultado  | Adversário e resultado         | Pos. |
| ------------------ | ----------------------- | ---------------------------- | --------------------------- | ----------------------- | ------------------------------ | ---- |
| Márcio Wenceslau   | Até 58 kg masculino     | Bye                          | PUR Gregory Figueroa V 2-0  | GUA Jose Rosal V 5-1    | DOM Gabriel Mercedes D 1-1 SUP |      |
| Diogo Silva        | Até 68 kg masculino     | Bye                          | GUA Gabriel Sagastume V 3-0 | DOM Yacomo Garcia V 3-0 | PER Peter Lopez V 3-1          |      |
| Carlos Isidoro     | Até 80 kg masculino     | CUB Angel Matos D 1-6        | Não avançou                 | Não avançou             | Não avançou                    | 9º   |
| Leonardo Santos    | Mais de 80 kg masculino | VEN Luis Nogueira V 3-1      | PUR Angel Roman V 3-1       | USA Anthony Graf D 1-3  | Não avançou                    |      |
| Valdirene Ferreira | Até 49 kg feminino      | ARG Laura Lopez D 1-2        | Não avançou                 | Não avançou             | Não avançou                    | 9º   |
| Débora Nunes       | Até 57 kg feminino      | CAN Shannon Condie D 3-3 SUP | Não avançou                 | Não avançou             | Não avançou                    | 9º   |
| Érica Ferreira     | Até 67 kg feminino      | CAN Karine Sergerie D 1-4    | Não avançou                 | Não avançou             | Não avançou                    | 9º   |
| Natália Falavigna  | Mais de 67 kg feminino  | Bye                          | USA Lauren Cahoon V 3-2     | VEN Aura Paez V 3-0     | MEX Rosario Espinoza D 0-1     |      |

### Tênis
| Atleta                       | Evento            | 1ª fase                | 2ª fase                          | Oitavas de final                    | Quartas de final                           | Semifinais                                  | Final                                                | Pos. |
| Atleta                       | Evento            | Adversário e resultado | Adversário e resultado           | Adversário e resultado              | Adversário e resultado                     | Adversário e resultado                      | Adversário e resultado                               | Pos. |
| ---------------------------- | ----------------- | ---------------------- | -------------------------------- | ----------------------------------- | ------------------------------------------ | ------------------------------------------- | ---------------------------------------------------- | ---- |
| Flávio Saretta               | Simples masculino | Bye                    | GUA S. Vidal V 6-1, 6-1          | ESA R. Arevalo V 6-2, 6-3           | ARG J. M. Aranguren V 6-2, 6-2             | ARG E. Schwank V 3-6, 7-6 (7-3), 7-5        | CHI A. Garcia V 6-3, 4-6, 7-6 (7-2)                  |      |
| Marcos Daniel                | Simples masculino | Bye                    | AHO R. Winklaar V 6-2, 6-0       | CUB L. J. Cuellar V 6-1, 6-4        | ARG E. Schwank D 6-3, 6-7 (3-7), 5-7       | Não avançou                                 | Não avançou                                          | 5º   |
| Thiago Alves                 | Simples masculino | Bye                    | GUA C. Asturias V 7-6 (7-4), 6-3 | MEX S. Gonzalez D 4-6, 1-6          | Não avançou                                | Não avançou                                 | Não avançou                                          | 9º   |
| Marcos Daniel Flávio Saretta | Duplas masculinas |                        | Bye                              | JAM E. Campbell D. Pagon V 6-2, 6-1 | DOM V. Estrella J. Garcia D 6-1, 3-6, 11-9 | Não avançou                                 | Não avançou                                          | 5º   |
| Joana Cortez                 | Simples feminino  |                        | COL V. Núñez V 6-0, 6-1          | ARG J. Cravero D 2-6, 4-6           | Não avançou                                | Não avançou                                 | Não avançou                                          | 9º   |
| Jenifer Widjaja              | Simples feminino  |                        | MEX D. Gallegos V 6-0, 6-0       | ARG B. Jozami D 2-6, 6-3, 5-7       | Não avançou                                | Não avançou                                 | Não avançou                                          | 9º   |
| Teliana Pereira              | Simples feminino  |                        | CAN A. Wozniak D 3-6, 6-0, 0-6   | Não avançou                         | Não avançou                                | Não avançou                                 | Não avançou                                          | 17º  |
| Joana Cortez Teliana Pereira | Duplas femininas  |                        |                                  | Bye                                 | CUB Y. Fors Y. Nuñez V 5-7, 7-5, 6-4       | COL K. Castiblanco M. Duque D 5-7, 6-2, 2-6 | Disputa do bronze: USA A. Cohen M. Falcon V 7-5, 6-0 |      |

### Tênis de mesa
| Atleta                                     | Evento               | Fase de grupos                                       | Fase de grupos | Segunda fase           | Oitavas de final              | Quartas de final               | Semifinais             | Final                  | Pos.       |
| Atleta                                     | Evento               | Adversário e resultado                               | Pos.           | Adversário e resultado | Adversário e resultado        | Adversário e resultado         | Adversário e resultado | Adversário e resultado | Pos.       |
| ------------------------------------------ | -------------------- | ---------------------------------------------------- | -------------- | ---------------------- | ----------------------------- | ------------------------------ | ---------------------- | ---------------------- | ---------- |
| Thiago Monteiro                            | Individual masculino | PUR Gracia V 4-0 CAN Shen V 4-0 BAR Farley V 4-1     | 1º (Gr. C)     |                        | CHI Papic V 4-1               | ARG Tabachnik V 4-0            | DOM Lin D 3-4          | Não avançou            |            |
| Gustavo Tsuboi                             | Individual masculino | MEX Mendez V 4-0 CUB Oxamendy V 4-0 GUA Flores V 4-1 | 1º (Gr. E)     |                        | GUA Jose Miguel Ramirez V 4-0 | DOM Lin D 1-4                  | Não avançou            | Não avançou            | 5º         |
| Hugo Hoyama                                | Individual masculino | PUR Rivera V 4-0 CAN Hinse V 4-3 USA Xiao V 4-1      | 1º (Gr. D)     |                        | CUB Oxamendy V 4-2            | CUB Gongora V 4-3              | ARG Liu D 2-4          | Não avançou            |            |
| Mariany Nonaka                             | Individual feminino  | CHI Yañez D 2-4 CAN Xu D 2-4 DOM Valdez V 4-2        | 3º (Gr. H)     | Não avançou            | Não avançou                   | Não avançou                    | Não avançou            | Não avançou            | 3º (Gr. H) |
| Lígia Silva                                | Individual feminino  | PUR Gonzalez V 4-0 HON Medina V 4-0 DOM Araque V 4-1 | 1º (Gr. G)     |                        | ARG Long D 0-4                | Não avançou                    | Não avançou            | Não avançou            | 9º         |
| Karin Sako                                 | Individual feminino  | CUB Bereau V 4-3 USA Gao D 0-4                       | 2º (Gr. A)     | CAN Zhang D 0-4        | Não avançou                   | Não avançou                    | Não avançou            | Não avançou            | 17º        |
| Thiago Monteiro Hugo Hoyama Gustavo Tsuboi | Equipes masculinas   | MEX México V 3-0 VEN Venezuela V 3-0                 | 1º (Gr. A)     |                        |                               | DOM República Dominicana V 3-1 | CAN Canadá V 3-1       | ARG Argentina V 3-1    |            |
| Mariany Nonaka Lígia Silva Karin Sako      | Equipes femininas    | VEN Venezuela V 3-0 PAR Paraguai V 3-0               | 1º (Gr. D)     |                        |                               | CUB Cuba D 1-3                 | Não avançou            | Não avançou            | 5º         |

### Tiro com arco
| Atleta                                          | Evento               | Qualificatória | Qualificatória | Fase de 32                    | Oitavas de final          | Quartas de final        | Semifinais                   | Final                                   | Pos. |
| Atleta                                          | Evento               | Pts.           | Pos.           | Adversário e resultado        | Adversário e resultado    | Adversário e resultado  | Adversário e resultado       | Adversário e resultado                  | Pos. |
| ----------------------------------------------- | -------------------- | -------------- | -------------- | ----------------------------- | ------------------------- | ----------------------- | ---------------------------- | --------------------------------------- | ---- |
| Leonardo Carvalho                               | Individual masculino | 1285           | 11º            | PUR C. Acosta Plaza V 110-106 | USA V. Wunderle D 110-111 | Não avançou             | Não avançou                  | Não avançou                             | 11º  |
| Fábio Emílio                                    | Individual masculino | 1249           | 17º            | COL D. Torres D 104-114       | Não avançou               | Não avançou             | Não avançou                  | Não avançou                             | 22º  |
| Marcos Bortoloto                                | Individual masculino | 1247           | 18º            | PUR C. Gimenez D 103-107      | Não avançou               | Não avançou             | Não avançou                  | Não avançou                             | 23º  |
| Sarah Nikitin                                   | Individual feminino  | 1227           | 20º            | VEN L. Leoni D 94-99          | Não avançou               | Não avançou             | Não avançou                  | Não avançou                             | 28º  |
| Petra Ruocco                                    | Individual feminino  | 1222           | 21º            | CAN K. Vrakking V 106-105     | USA K. Scavotto V 105-104 | COL A. Rendon D 102-110 | Não avançou                  | Não avançou                             | 5º   |
| Fátima Rocha                                    | Individual feminino  | 1212           | 22º            | MEX A. Roman D 105-108        | Não avançou               | Não avançou             | Não avançou                  | Não avançou                             | 17º  |
| Leonardo Carvalho Fábio Emílio Marcos Bortoloto | Equipes masculinas   | 3781           | 5º             |                               | Bye                       | CUB Cuba V 210-209      | USA Estados Unidos D 204-211 | Disputa do bronze: MEX México D 208-219 | 4º   |
| Sarah Nikitin Petra Ruocco Fátima Rocha         | Equipes femininas    | 3661           | 7º             |                               |                           | CAN Canadá D 183-200    | Não avançou                  | Não avançou                             | 7º   |

### Tiro esportivo
| Atleta               | Prova                  | Qual.  | Qual. | Final       | Final       |
| Atleta               | Prova                  | Pontos | Pos.  | Pontos      | Pos.        |
| -------------------- | ---------------------- | ------ | ----- | ----------- | ----------- |
| Aliseu Faria         | Carabina de ar 10m     | 586    | 7º    | 687,7       | 5º          |
| Fábio Coelho         | Carabina de ar 10m     | 586    | 6º    | 683,4       | 8º          |
| Samuel Lopes         | Carabina deitado       | 593    | 4º    | 695,8       | 4º          |
| Luiz Bork            | Carabina deitado       | 585    | 14º   | Não avançou | Não avançou |
| Fábio Coelho         | Carabina três posições | 1135   | 10º   | Não avançou | Não avançou |
| Aliseu Faria         | Carabina três posições | 1125   | 14º   | Não avançou | Não avançou |
| Vladimir Silveira    | Pistola 50m            | 545    | 4º    | 630,6       | 7º          |
| Stênio Yamamoto      | Pistola 50m            | 539    | 8º    | 629,1       | 8º          |
| Fernando Cardoso Jr. | Tiro rápido 25m        | 569    | 4º    | 768,1       |             |
| Emerson Duarte       | Tiro rápido 25m        | 569    | 3º    | 755,7       | 5º          |
| Júlio Almeida        | Pistola de ar 10m      | 579    | 1º    | 675,9       |             |
| Stênio Yamamoto      | Pistola de ar 10m      | 567    | 10º   | Não avançou | Não avançou |
| Roberto Schmits      | Fossa olímpica         | 112    | 7º    | Não avançou | Não avançou |
| Rodrigo Bastos       | Fossa olímpica         | 111    | 9º    | Não avançou | Não avançou |
| Filipe Fuzaro        | Fossa olímpica dublê   | 128    | 5º    | 170         | 5º          |
| Luiz Fernando Graça  | Fossa olímpica dublê   | 124    | 6º    | 165         | 6º          |
| Wilton Zocolotte Jr. | Skeet                  | 111    | 20º   | Não avançou | Não avançou |
| Renato Portela       | Skeet                  | 110    | 21º   | Não avançou | Não avançou |

| Atleta            | Prova                  | Qual.  | Qual. | Final       | Final       |
| Atleta            | Prova                  | Pontos | Pos.  | Pontos      | Pos.        |
| ----------------- | ---------------------- | ------ | ----- | ----------- | ----------- |
| Roberta Cabo      | Carabina de ar 10m     | 386    | 12º   | Não avançou | Não avançou |
| Cristina Baptista | Carabina de ar 10m     | 386    | 13º   | Não avançou | Não avançou |
| Victória Machado  | Carabina três posições | 534    | 19º   | Não avançou | Não avançou |
| Simone Rocha      | Carabina três posições | 534    | 20º   | Não avançou | Não avançou |
| Cecília Frej      | Pistola de ar 10m      | 367    | 11º   | Não avançou | Não avançou |
| Renata Castro     | Pistola de ar 10m      | 365    | 15º   | Não avançou | Não avançou |
| Ana Mello         | Pistola 25m            | 552    | 12º   | Não avançou | Não avançou |
| Rachel Silveira   | Pistola 25m            | 548    | 15º   | Não avançou | Não avançou |
| Janice Teixeira   | Fossa olímpica         | 59     | 4º    | 73          | 5º          |
| Daniela Carraro   | Skeet feminino         | 57     | 6º    | 76          | 6º          |

### Triatlo
| Atleta                  | Prova     | Natação | Ciclismo | Corrida | Total (incl. transições) | Pos. |
| ----------------------- | --------- | ------- | -------- | ------- | ------------------------ | ---- |
| Juraci Moreira Jr.      | Masculino | 22:17   | 57:03    | 32:10   | 1h52m54s                 |      |
| Virgílio de Castilho    | Masculino | 22:15   | 57:00    | 34:32   | 1h55m17s                 | 13º  |
| Antônio Marcos da Silva | Masculino | 22:27   | 1:03:03  | 39:51   | 2h06m50s                 | 29º  |
| Mariana Ohata           | Feminino  | 19:25   | 1:02:29  | 37:22   | 2h00m51s                 | 6º   |
| Carla Moreno            | Feminino  | 19:26   | 1:02:29  | 38:31   | 2h02m03s                 | 9º   |
| Sandra Soldan           | Feminino  | 18:43   | 1:03:10  | 43:01   | 2h06m35s                 | 19º  |

### Vela
| Atleta                                                            | Classe         | Regatas | Regatas | Regatas | Regatas | Regatas | Regatas | Regatas | Regatas | Regatas | Pos. |
| Atleta                                                            | Classe         | 1       | 2       | 3       | 4       | 5       | 6       | 7       | 8       | M       | Pos. |
| ----------------------------------------------------------------- | -------------- | ------- | ------- | ------- | ------- | ------- | ------- | ------- | ------- | ------- | ---- |
| Bernardo Arndt Bruno Oliveira                                     | Hobie Cat 16   | DSQ     | DSQ     | DSQ     | DSQ     | DSQ     | DSQ     | DSQ     | DSQ     | DSQ     | 9º   |
| Mauricio Santa Cruz Carlos Jordão Alexandre Silva Daniel Santiago | J24            | 4       | 4       | 2       | 2       | 1       | 1       | 1       |         | 1       |      |
| Robert Scheidt                                                    | Laser          | 3       | 3       | 3       | 3       | 3       | 2       | 2       | 2       | 2       |      |
| Adriana Kostiw                                                    | Laser radial   | 8       | 8       | 10      | 7       | 7       | 5       | 5       | 5       | 3       |      |
| Cláudio Biekarck Gunnar Ficker Marcelo Silva                      | Lightning      | 2       | 3       | 4       | 2       | 5       | 1       | 1       | 6       |         |      |
| Ricardo Winicki                                                   | RS:X masculino | 3       | 2       | 3       | 1       | 2       | 1       | 2       | 1       | 4       |      |
| Patrícia Castro                                                   | RS:X feminino  | 4       | 3       | 2       | 1       | 2       | 1       | 2       | 2       | 2       |      |
| Pedro Amaral Alexandre Paradeda                                   | Snipe          | 1       | 3       | 6       | 4       | 2       | 1       | 1       |         | 2       |      |
| Bernardo Low-beer                                                 | Sunfish        | 8       | 10      | 5       | 7       | 12      | 1       | 3       | 9       |         | 7°   |

### Voleibol de quadra

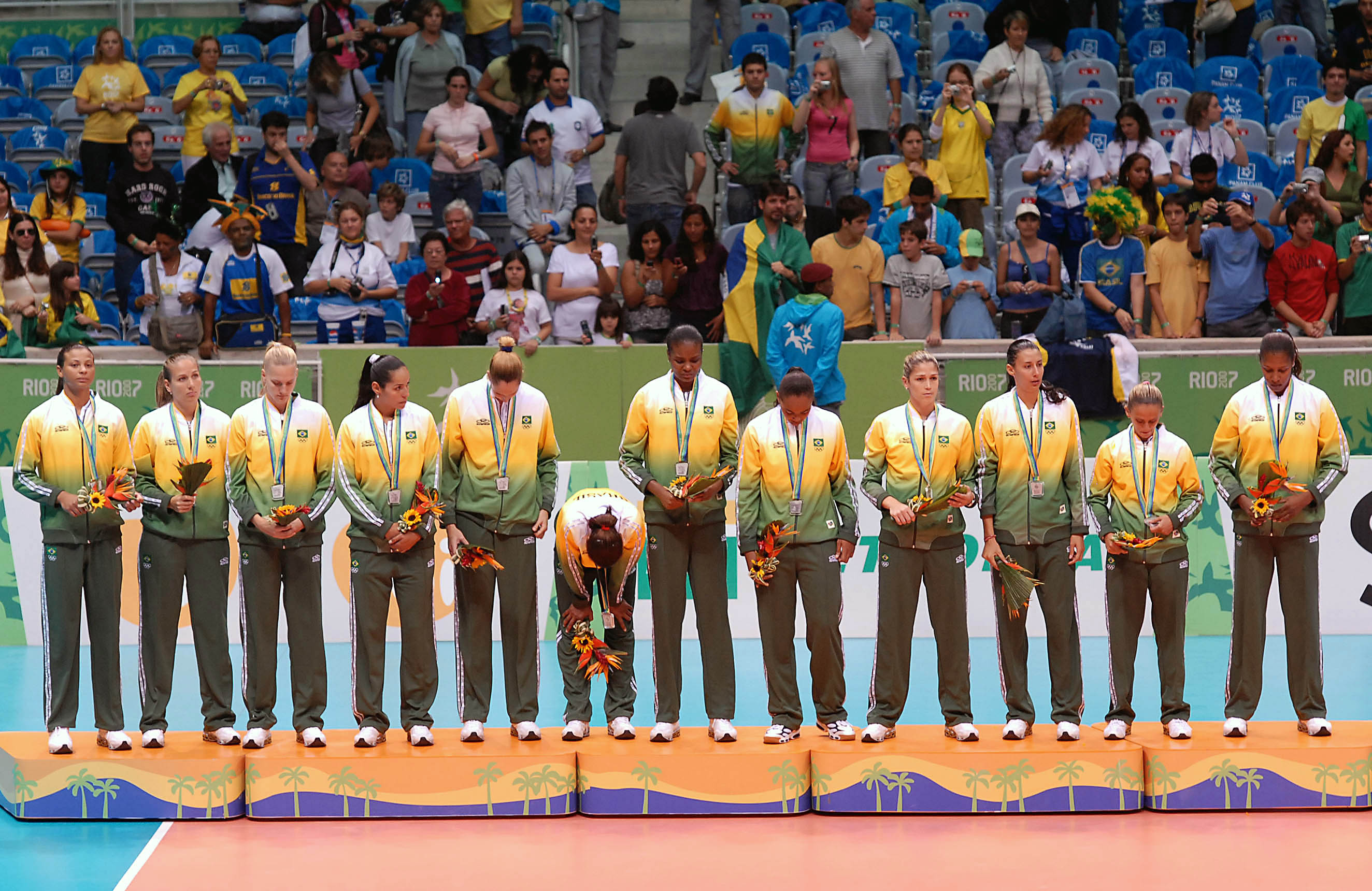
Seleção feminina recebe a medalha de prata após derrota para Cuba.

Feminino
| Equipe | Fase de grupos                                                 | Fase de grupos | Semifinal                | Final                  | Pos. |
| Equipe | Adversário e resultado                                         | Pos.           | Adversário e resultado   | Adversário e resultado | Pos. |
| --- | -------------------------------------------------------------- | -------------- | ------------------------ | ---------------------- | ---- |
| Walewska Oliveira Carolina Albuquerque Marianne Steinbrecher Paula Pequeno Thaísa Menezes Hélia Souza Fabiana Claudino Welissa Gonzaga Érika Coimbra Sheilla Castro Fabiana Alvim | PER Peru V 3-0 DOM República Dominicana V 3-0 MEX México V 3-0 | 1º (Gr. A)     | USA Estados Unidos V 3-0 | CUB Cuba D 2-3         |      |

Masculino
| Equipe | Fase de grupos                                   | Fase de grupos | Semifinal              | Final                    | Pos. |
| Equipe | Adversário e resultado                           | Pos.           | Adversário e resultado | Adversário e resultado   | Pos. |
| --- | ------------------------------------------------ | -------------- | ---------------------- | ------------------------ | ---- |
| Bruno Mossa de Rezende Marcelo Elgarten André Heller Samuel Fuchs Gilberto Godoy Filho Murilo Endres André Nascimento Sérgio Dutra Santos Anderson Rodrigues Gustavo Endres Rodrigo Santana Dante Amaral | CAN Canadá V 3-0 CUB Cuba V 3-0 MEX México V 3-0 | 2º (Gr. A)     | VEN Venezuela V 3-0    | USA Estados Unidos V 3-0 |      |

### Voleibol de praia
| Atletas                      | Evento    | Fase de grupos                                                                                     | Fase de grupos | Quartas de final                       | Semifinal                            | Final                               | Pos. |
| Atletas                      | Evento    | Adversário e resultado                                                                             | Pos.           | Adversário e resultado                 | Adversário e resultado               | Adversário e resultado              | Pos. |
| ---------------------------- | --------- | -------------------------------------------------------------------------------------------------- | -------------- | -------------------------------------- | ------------------------------------ | ----------------------------------- | ---- |
| Juliana Silva Larissa França | Feminino  | USA Akers/Niles V 21-10, 21-16 PUR Ruíz/Yantin V 21-16, 21-7 ESA Soler/Laura Molina V 21-11, 21-12 | 1º (Gr. E)     | URU Cardozo/Guerrero V 21-8, 21-11     | MEX García/Candelas V 21-12, 21-13   | CUB Fernández/Larrea V 21-15, 21-17 |      |
| Ricardo Santos Emanuel Rego  | Masculino | COL Cabrales/Naranjo V 21-6, 21-14 ARG Pérez/Suárez V 21-16, 21-16 CRC Guevara/Araya V 21-9, 21-10 | 1º (Gr. A)     | MEX Ontiveros/Ontiveros V 21-14, 21-16 | CAN Kruger/Montgomery V 21-15, 21-16 | USA Stolfus/Loomis V 21-19, 21-13   |      |

Legenda
| Recorde mundial                  | Recorde mundial (World record)               |                       | Recorde africano                      | Recorde africano (African) |                                           | Q | Classificado por posição (Qualified) |
| Recorde dos Jogos Pan-Americanos | Recorde pan-americano (Pan-American record)  | Recorde da América    | Recorde da América (Americas)         | q                          | Classificado por melhor tempo (Qualified) |   |                                      |
| Melhor marca do ano              | Melhor marca do ano (World leading)          | Recorde asiático      | Recorde asiático (Asian)              | DNS                        | Não largou (Did not start)                |   |                                      |
| Recorde nacional                 | Recorde nacional (National record)           | Recorde europeu       | Recorde europeu (European)            | DNF                        | Não terminou (Did not finish)             |   |                                      |
| Recorde pessoal                  | Recorde pessoal do atleta (Personal best)    | Recorde da Oceania    | Recorde da Oceania (Oceania)          | DSQ / DQ                   | Desclassificado (Disqualified)            |   |                                      |
| Recorde da temporada             | Recorde da temporada do atleta (Season best) | Recorde sul-americano | Recorde sul-americano (South America) | NM                         | Sem marca (No mark)                       |   |                                      |